# Saladino
Al-Nāsir Ṣalāḥ ad-Dīn Yūsuf ibn Ayyūb (en kurdo: Selahedînê Eyûbî; en árabe: صلاح الدين يوسف بن أيوب‎) (Tikrit, c. 1137-Damasco, 4 de marzo de 1193), más conocido en Occidente como Saladino, Saladín, Salahadín o Saladine, fue uno de los grandes gobernantes del mundo islámico, siendo el primer sultán de Egipto y Siria, e incluyendo en sus dominios partes de los Estados cruzados, Mesopotamia, Yemen, Hiyaz y Libia. Con él comenzó la dinastía ayubí, que gobernaría Egipto y Siria tras su muerte. Proveniente de una familia kurda, Saladino fue una figura importante en la Tercera cruzada, en la que lideró los esfuerzos militares musulmanes en contra de los Estados cruzados en el Levante. En estas guerras contra los cruzados cristianos, Saladino alcanzó una enorme victoria con la captura de Jerusalén (2 de octubre de 1187), poniendo fin de esta manera a casi nueve décadas de ocupación de los francos.
Defensor del islam y particularmente de la ortodoxia religiosa representada por el sunismo, unificó política y religiosamente el Oriente Próximo al combatir y liderar la lucha contra los cristianos cruzados y acabar con doctrinas alejadas del culto oficial musulmán que representaba el Califato abasí. Es particularmente conocido por haber vencido en la batalla de Hattin a los cruzados, tras lo cual volvió a ocupar Jerusalén para los musulmanes y se tomó Tierra Santa. El impacto de este acontecimiento en Occidente provocó la Tercera Cruzada, liderada por Ricardo I de Inglaterra, que se convirtió en mítica tanto para cristianos como para musulmanes. 
Junto con su tío Shirku, general de la dinastía zenguí, Saladino fue enviado al Egipto fatimí en 1164, por órdenes del gobernante zenguí Nur al-Din, con el propósito original de ayudar a restaurar a Shawar como visir del califa adolescente fatimí al-Adid. Sin embargo, cuando Shawar retornó al cargo de visir estalló una lucha por el poder entre este y Shirku. Saladino, entretanto, escaló posiciones dentro del gobierno fatimí gracias a sus victorias militares contra asaltos cruzados, además de su cercanía personal con al-Adid. Shawar fue asesinado y Shirku murió en 1169, tras lo cual al-Adid nombró a Saladino como su visir. Durante su tiempo en el cargo, Saladino, un sunita, empezó a socavar el establecimiento fatimí, y tras la muerte de al-Adid en 1171, procedió a abolir el Califato fatimí chiita ismailí centrado en El Cairo, y realineó a Egipto con el Califato abasí centrado en Bagdad.
En los años siguientes, Saladino lideró incursiones contra los cruzados en Palestina, encargó la exitosa conquista de Yemen y evitó rebeliones pro fatimíes en Egipto. Poco después de la muerte de Nur al-Din en 1174, Saladino lanzó su conquista de Siria y entró pacíficamente en Damasco a petición de su gobernador. Para mediados de 1175, Saladino había conquistado Hama y Homs, provocando la animosidad de otros señores zenguís, que eran los gobernantes oficiales de los principados de Siria. Posteriormente derrotó a los zenguís en la batalla de los Cuernos de Hama en 1175, y fue luego proclamado «Sultán de Egipto y Siria» por el califa abasí al-Mustadí. Saladino lanzó nuevas conquistas en el norte de Siria y la Alta Mesopotamia, escapando de dos atentados contra su vida por parte de los Asesinos, antes de regresar a Egipto en 1177 para lidiar con los problemas locales allí. Para 1182, Saladino había completado la conquista de la Siria islámica después de capturar Alepo, si bien no logró apoderarse de la fortaleza zenguí en Mosul.
Bajo el mando de Saladino, el ejército ayubí derrotó a los cruzados en la decisiva batalla de los Cuernos de Hattin en 1187, capturando Jerusalén y restableciendo el dominio militar musulmán en el Levante. Aunque el Reino de Jerusalén de los cruzados persistió hasta finales del siglo XIII, la derrota en 1187 marcó un punto de inflexión en el esfuerzo militar cristiano contra las potencias musulmanas en la región. Saladino murió en Damasco en 1193, después de haber donado gran parte de su riqueza personal a sus súbditos. Su fama trascendió lo temporal y se convirtió en un símbolo de caballerosidad medieval, incluso para sus enemigos. Está enterrado en un mausoleo adyacente a la Mezquita de los Omeyas. Además de su importancia para la cultura y religión musulmanas, Saladino es venerado de manera destacada en las culturas kurda, túrquica y árabe. Con frecuencia se le ha descrito como la figura kurda más famosa de la historia.

## Biografía

### Infancia y juventud
Nació el 2 de febrero de 1138 en Tikrit, (en la provincia actualmente llamada Salah ad Din en su honor, en Irak), donde su padre Najm ad-Din Ayyub, era mercenario. Su familia era kurda, originaria de Dvin en la Armenia Medieval. Como muchos kurdos en aquella época, eran soldados al servicio de los gobernantes sirios y mesopotámicos.
Tras caer en desgracia y ser expulsados en 1139, su padre Najm ad-Din Ayyub y su tío Asad al-Din Shirkuh, se pusieron al servicio de Zengi, señor de Mosul y Alepo, que había unido bajo su mando la zona norte de Siria e Irak. Fue el primero de los grandes líderes musulmanes que trató de expulsar a los cruzados de Oriente Próximo, logrando arrebatarles el Condado de Edesa. La familia de Saladino se unió pues a su ejército, siendo su padre recompensado con el gobierno de Baalbek. En aquella época los cristianos lanzarían la Segunda Cruzada, que fracasaría.
La muerte violenta en 1146 del caudillo Zengi desató una guerra civil en Siria por la sucesión. La familia de Saladino se pondría de parte del heredero designado, el hijo menor de Zengi, Nur al-Din. Cuando tras diversas luchas este se impuso, los parientes de Saladino fueron recompensados: su padre recibió el gobierno de Damasco, y su tío Shirkuh, el mando del ejército.
La información sobre su infancia es escasa. Saladino escribió «los niños son criados en la forma en que lo fueron sus mayores». Según su biógrafo, al-Wahrani, era capaz de contestar preguntas sobre Euclides, el Almagesto, aritmética, derecho y otras materias académicas de su tiempo, pero esto se trataba del ideal  académico. Fue su conocimiento del Corán y la teología lo que lo acercaron más a sus contemporáneos. Muchas fuentes afirman que sus estudios fueron más próximos a la ley islámica y el Corán, propios de un cadí, que propicios a la milicia. Se cree que la toma de Jerusalén por los cruzados en la Primera Cruzada, gran suceso social de la época, le pudo influir moralmente. También se le reputa un gran conocimiento en genealogías, biografías e historias de los árabes, así como de los linajes de caballos árabes. Saladino sabía el Hamasah de Abu Tammam de memoria. La carrera militar de Saladino comenzó bajo su tío Shirkuh, general de Nur al-Din, que le tomó a su cargo.

### Egipto

#### Conquista de Egipto

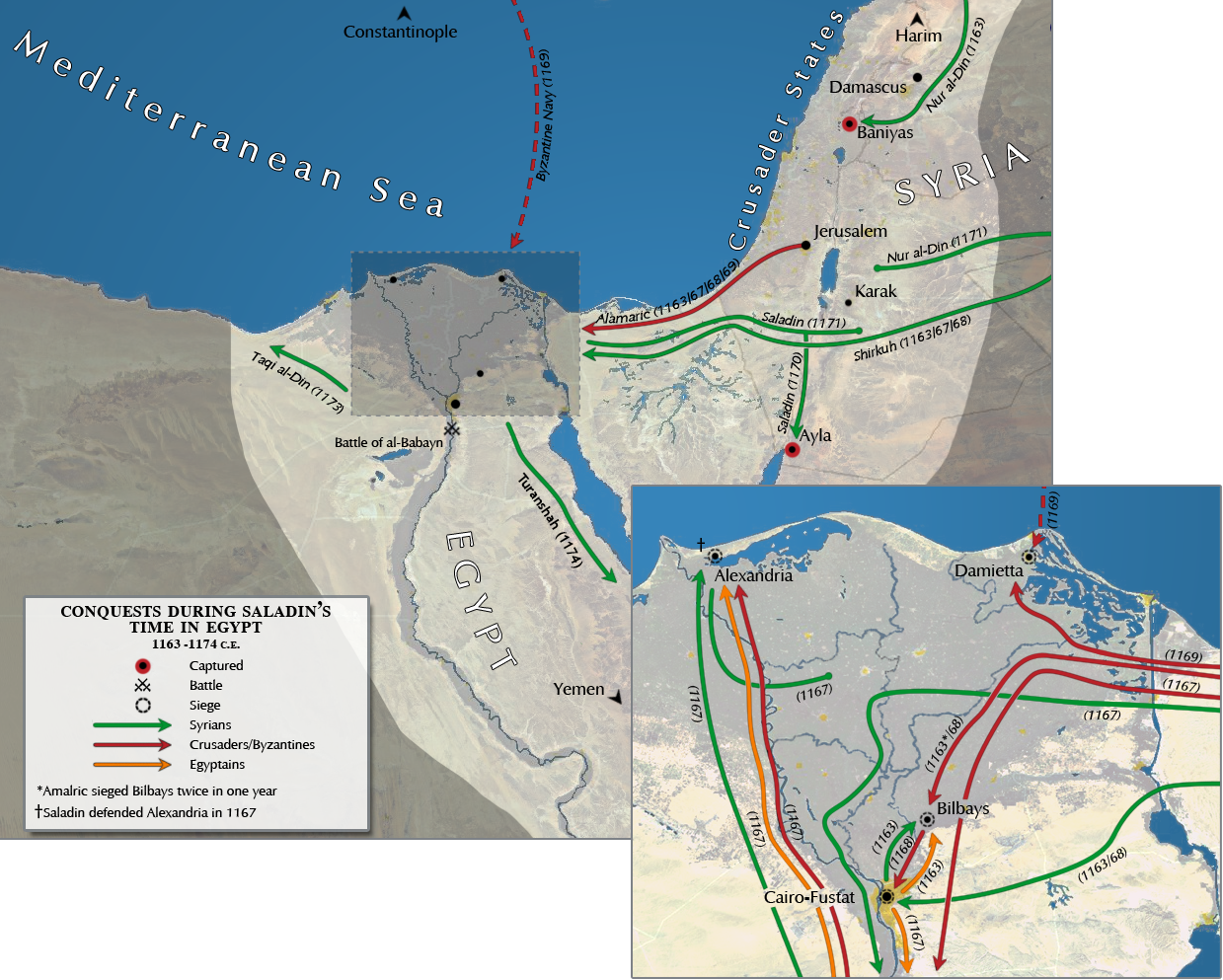
Mapa con las diversas campañas de Saladino y su tío en Egipto.

Entre tanto, Egipto estaba en un periodo de inestabilidad. En los momentos finales del Califato Fatimí el país estaba en crisis, amenazado por los cruzados, que habían ocupado Ascalón y amenazaban la frontera aliados con los bizantinos, así como en guerra civil por los diversos aspirantes al cargo de visir.
En 1163, el visir del califa fatimí al-Adid de Egipto, Shawar, había sido expulsado del país por su rival Dirgham, de la poderosa tribu Banu Ruzzaik. Su petición de ayuda militar a Nur al-Din llevó a que en 1164 Shirkuh fuera enviado contra aquel. Saladino, entonces un joven de 26 años, marchó con él. Tras reponer a Shawar como visir, este reclamó la retirada del ejército de Shirkuh a cambio de treinta mil dinares, pero recibió una negativa ante el deseo del sultán sirio de que sus tropas permanecieran en el país. Shawar buscó entonces el apoyo del rey de Jerusalén, Amalarico I. El papel de Saladino en esta campaña fue menor pero se sabe que recibió la misión de reunir provisiones para Bilbais antes de su sitio por una fuerza de cruzados y leales a Shawar.
Tras el saqueo de Bilbais, la fuerza combinada y el ejército de Shirkuh se enfrentaron en una batalla en el desierto, junto al río Nilo, al este de Guiza. Saladino fue aquí un destacado líder, comandando el ala derecha, mientras tropas kurdas componían la izquierda y Shirkuh personalmente dirigía el centro. Fuentes musulmanas, sin embargo, ponen a Saladino en el centro, con órdenes de atraer al enemigo a una trampa a través de un simulacro de retirada. De cualquier forma, el éxito inicial cruzado se estrelló contra el duro terreno, escarpado y arenoso para los caballos, y Hugo de Cesarea, comandante cristiano, fue capturado atacando a la unidad de Saladino. Tras una lucha en los estrechos valles al sur, el ejército zenguida volvió a la ofensiva y Saladino se unió desde la retaguardia.
La batalla terminó en una victoria para las tropas de Nur al-Din, y Saladino se ganó la fama de haber asistido al veterano general Shirkuh en una de sus «más memorables victorias en la historia escrita», de acuerdo a Ibn al-Athir, a pesar de que sus propias tropas habían sufrido graves bajas y no era una clara victoria. Shirkuh y Saladino subieron a Alejandría, donde fueron recibidos con entusiasmo y obtuvieron dinero, armas y una base. Enfrentados a una fuerza superior cruzado-egipcia que trataba de sitiar la ciudad, Shirkuh dividió a sus tropas, replegándose de Alejandría que dejó en manos de su sobrino. Un ataque de Nur al-Din desde Siria contra los cruzados obligó a Amalarico a levantar el sitio para defender sus dominios en el Norte, llegándose a una paz a cambio de la retirada de Shirkuh y Saladino de Egipto.
Shirkuh, decepcionado con este resultado, siguió preparando la conquista de Egipto, con Shawar recelando de las intenciones sirias y renovando sus alianzas con Amalarico. A finales de 1166 y principios de 1167 Shirkuh, de nuevo acompañado por Saladino, volvió a invadir Egipto con el beneplácito de Nur al-Din y la oposición de leales a Shawar y Amalarico. Shirkuh logró evitar la confrontación con los cruzados en su trayecto al sur. En marzo de 1167, finalmente, los coaligados lograron forzar una batalla que Shirkuh ganó, aunque con grandes pérdidas en ambos bandos. Shirkuh marchó a Alejandría, de mayoría suní y donde gozaban de amplios apoyos. Como en 1163, Shirkuh se marchó dejando a Saladino a cargo tratando de evitar ser atrapado con el grueso de su ejército. Saladino pronto se vio involucrado en otro duro asedio mientras Shirkuh permanecía inactivo sin atacar ni a los sitiadores ni a su base en El Cairo. Parece que al final se negoció un tratado entre Shirkuh y los aliados donde de nuevo Amalarico y Shirkuh abandonarían el país a cambio de indemnizaciones y con garantías de amnistía para la población de Alejandría que se había puesto de lado de Saladino. Saladino personalmente permaneció en el campamento cruzado durante las negociaciones para asegurar las garantías a Alejandría.
Acosado por problemas internos ante la impopularidad de su alianza con los cristianos, Shawar pasó a negociar con Nur al-Din para evitar que Shirkuh volviera a atacar Egipto. Sin embargo él mismo se vio traicionado cuando Amalarico atacó Egipto en 1168. Pronto capturó Bilbais, que se le había resistido en 1163 y destruyó la población en noviembre. A continuación marchó contra Fustat, capital oficial, sin dar tiempo a Shawar a reunir sus fuerza. El visir decidió entonces quemar la ciudad, en una estrategia de tierra quemada antes de que pudiera ser usada como base contra El Cairo, residencia califal y capital de facto. Amalarico la sitió de todas formas. Con el enemigo a las puertas, al-Adid pidió ayuda al sultán de Siria, que de nuevo envió a Shirkuh. Parece ser que le costó convencer esta vez a Saladino de que le acompañara por el mal recuerdo de los sitios de Alejandría y Bilbais. En diciembre de 1168, sin embargo, Saladino estaba con el resto del ejército en Egipto. La noticia de su llegada forzó una tregua con Amalarico en enero de 1169, donde de nuevo los egipcios pagaban por su retirada a Jerusalén. Con el beneplácito de al-Adid, Shirkuh y Saladino entraron en El Cairo sin oposiciones. Saladino personalmente arrestó a Shawar, que fue condenado a muerte por el califa. Shirkuh recibió el título de visir y Saladino recibió un cargo en su gobierno.

#### Señor de Egipto

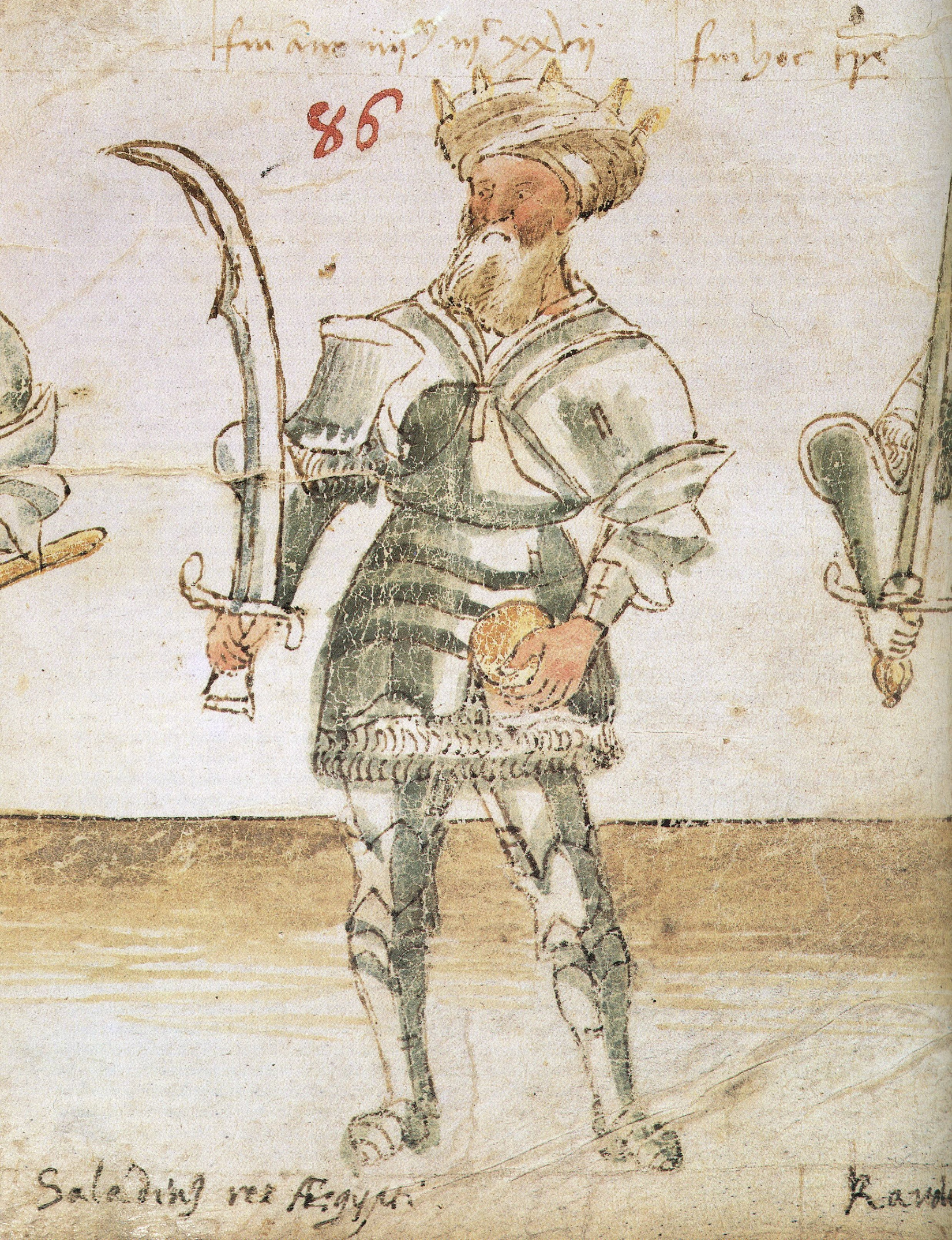
Saladin rex Aegypti de un manuscrito del.

Hacia 1169 Shirkuh controlaba el país, actuando en parte como primer ministro del califa fatimita de Egipto, en parte como gobernador y representante del Sultán sirio. En marzo de ese mismo año muere, siendo elegido Saladino como su sucesor. Es incierta la causa de su nombramiento: las hipótesis varían de una elección de los emires sirios a una elección del califa para dividir a los ocupantes entre kurdos y turcos. Nur al-Din había escogido un sustituto, pero al-Adid y los emires locales lograron imponer a Saladino como visir Las razones para que un califa chií como al-Adid apoyara a un suní son inciertas. De acuerdo a Ibn al-Athir, sus consejeros le dijeron al califa que «no había ninguno más débil o joven» entre los candidatos y que «ningún emir le obedecería», pero según esa misma versión fue aceptado por la mayoría de emires tras un poco de negociación. Al-Wahrani escribió que fue elegido por la reputación de su familia, considerada generosa y valiente. Imad al-Din dijo que tras un breve periodo de duelo con «opiniones enfrentadas», los emires zénguidas le eligieron y forzaron al califa a designarle. Aunque su posición fue probablemente discutida, se suele concordar en que su historial en las campañas precedentes con su tío le daba un currículum impecable entre los emires.
Investido como visir el 26 de marzo, Saladino se transformó. Abandonó la bebida de alcohol, que pese a tabúes religiosos era común en la milicia y se volvió más religioso. Habiendo ganado más poder que nunca en su carrera, se enfrentó al dilema de la división de lealtades entre sus dos señores, al-Adid y Nur al-Din. Se rumoreaba que el segundo le era secretamente hostil. Nur al-Din sabía poco del sobrino de su general, más allá de que era de la ambiciosa familia ayubí y llegó a afirmar «¿cómo hará algo sin mis órdenes?». Saladino ignoró diversas cartas del sultán sirio sin rechazar su autoridad.
Como gobernante se enfrentó a un estado tan inestable como en tiempos de Shawar, con el añadido de ser un regente extranjero y la división entre el califa chií y su sunnismo personal. El reto empeoraba al tener que enfrentarse a la delicada situación bajo el escrutinio del sultán sirio, que ansiaba el control directo de Egipto, y la amenaza cruzada.
Saladino se enfrentó desde el primer momento a las élites fatimíes, que temían que el visir suní acabara con el califato como efectivamente pasó. Una conjura contra Saladino tuvo lugar casi inmediatamente, en 1169, centrada en el eunuco negro que servía como mayordomo del califa. Saladino tuvo noticias del complot y ejecutó al eunuco mientras se hallaba fuera de la ciudad inspeccionando sus propiedades. Esta ejecución desencadenó la rebelión al día siguiente de unidades militares formadas por negros con cerca de 50 000 efectivos, que eran la espina dorsal del ejército egipcio y las más leales a los fatimíes. Saladino sofocó la revuelta y reestructuró el ejército basándose en sus tropas sirias (kurdas y turcas, primordialmente) en vez de los mercenarios del Magreb que era lo normal en el país. Así no solo creó un ejército más experimentado y preparado, sino que se garantizó un control personal sobre el mismo. Nunca más tuvo que afrontar una revuelta contra El Cairo. No fue el único desafío que tuvo que superar en 1169. Amalarico regresó apoyado por la armada bizantina, que asaltó Damieta. Para suerte de Saladino, la división entre los atacantes fue patente y se tuvieron que retirar.
Aunque no erradicó el califato fatimí hasta 1171, Saladino activamente trató de potenciar el sunnismo como visir. Destruyó la biblioteca fatimí, vendiéndola en lotes en pública subasta.  Fundó varias mezquitas y madrasas para expandir el ideario suní, lo que fue muy popular dado que era la corriente mayoritaria en el país a pesar de no ser la oficial. El nombramiento sistemático de juristas sunnís para la judicatura garantizó su control de la administración y el estado. En El Cairo ordenó la construcción de una universidad de la rama Malikí y otra para la Shafi'i (a la que el mismo pertenecía) en Fustat. La reducción de la burocracia le permitió eliminar algunos impuestos y tasas, que bordeaban el concepto musulmán de usura, lo que tuvo gran aceptación. Otro rasgo de su gobierno fue la incorporación de parte de la élite egipcia en su administración. Destaca por encima de todos Qadi al-Fadil, un brillante jurista de Ascalón que había servido a Shawar y Shirkuh. Esa clase de hombres le dieron a Saladino contacto con los complejos círculos de poder económico y social del imperio fatimí. Más aún, su tolerancia y pragmatismo le granjearon el apoyo de judíos y coptos, claves en el sistema bancario y vitales para la economía egipcia.
Para 1170, Saladino había asegurado una posición segura en el país. Le fue de gran ayuda el haber logrado que su familia se reuniera con él (principalmente su padre, Ayub), con los que creó una administración vinculada a él. Mientras, Nur al-Din fue presionando para que depusiera al califa. Saladino puso a prueba al califa con actos como entrar a caballo en su corte (lo que solo podía hacer el califa).
Sin oposición interna, se vio libre para llevar a cabo ataques contra el Reino de Jerusalén en 1170. Sitió en vano la ciudad de Darum, haciendo a Amalarico retirar la guarnición templaria de Gaza para defenderlo. Saladino los evadió y asoló Gaza. Solo dejó la fortaleza, pero masacró a quienes no se habían refugiado en ella. El mismo año logró tomar la ciudad de Eilat y la vecina isla del Faraón, en el mar Rojo, que sin ser una gran amenaza permitían a los cruzados hostigar la navegación cerca del Sinaí. Según las crónicas, poblaciones como Amán estaban bajo control de Saladino mientras que los cruzados retenían sus castillos y plazas fuertes en Transjordania obstaculizando una conexión real entre Siria y Egipto.
Saladino se retiró pronto de la campaña de 1171, donde se suponía que debía participar en un asalto conjunto con Nur al-Din al Krak de los Caballeros, en parte por evitar enfrentarse a su señor. Nur al-Din se enojó con Saladino por ello. Para ponerle a prueba y complacer al Califato abasí le ordenó disolver el Califato Fatimí en junio de 1171. Saladino se vio entonces en la tesitura de arriesgarse a más revueltas, por lo que esperó a la muerte de al-Adid, que parecía inminente (de hecho, se sospecha que pudo ser envenenado) para terminar oficialmente con el califato. Su muerte en el 17 de junio de 1171 supuso la reintegración definitiva del culto en Egipto a la corriente suní, mayoritaria en el islam, durante la ocupación y mando de Saladino. El mayor signo de esto fue cinco días después, la oración de los viernes se realizó en nombre del califa de Bagdad, al-Mustadi. Esto realzó su prestigio dentro de la comunidad islámica, que estaba aún muy afectada por la caída de la ciudad santa de Jerusalén en poder de los cruzados en 1099.

#### Sultán de Egipto
Tras la muerte de Al-Adid era en teoría un vasallo de Nur al-Din pero en la práctica era el gobernador de facto de Egipto: reconocía la autoridad del sultán de Siria, pero gozaba de total independencia en su gobierno de Egipto, debido a la lejanía entre Damasco y El Cairo, separadas por estados gobernados por los cruzados europeos. La retirada de la campaña contra Karak es normalmente vista como una muestra de independencia. Probablemente Saladino temía que de ver a Nur al-Din, este le impediría regresar a Egipto, temeroso del control que ya tenía del país. También era posible que de atacar entonces al Reino de Jerusalén, que actuaba de estado colchón, este hubiera desaparecido dejando a Saladino solo frente al sirio, que hubiera tenido entonces el pretexto para tomar el poder sobre Egipto. Saladino alegó conjuras fatimíes en su retaguardia, pero Nur ad-Din no aceptó «la excusa».
Un concilio familiar de 1171-1172 muestra ya la independencia de Saladino. Aconsejado por sus emires, Saladino decidió enviar a su sobrino al-Muzaffar Taqi al-Din Umar, a ocupar la región de Cirenaica (en la zona fronteriza del golfo de Sirte) al mando de 500 jinetes. Para ello envió un ultimátum a las tribus bereberes de la zona que les exigía la devolución de bienes robados a viajeros y les sometía al pago de impuestos (zakat), que se extraerían de su ganado.
Durante el verano de 1172, un ejército nubio, acompañado de refugiados armenios y antiguos soldados fatimitas fue avistado en la frontera, preparando un sitio contra Asuan. El emir de la ciudad, Kanz al-Dawla, pidió refuerzos a Saladino, que envió a su hermano Turan-Shah. Las fuerzas egipcias se impusieron, pero los nubios regresaron en 1173. Esta vez los egipcios lanzaron un contraataque que llevó a la toma de Ibrim y la conquista del norte de Nubia. Desde Ibrim, Turan-Shah asoló la región obteniendo un armisticio de Dongola. La paz implicó el compromiso nubio de garantizar la seguridad de Asuán, rechazándose la idea de continuar más al sur por la pobreza de la zona.
Nur al-Din exigió el retorno de los doscientos mil dinares gastados en el ejército de Shirkuh. Saladino envió sesenta mil dinares, «maravillosas manufacturas egipcias», joyas, un burro de gran calidad y un elefante. Durante el viaje a Damasco a entregar los presentes, marchó por tierras cruzadas. No tomó los castillos en el desierto, pero atacó a los beduinos musulmanes que les servían de guías.
Mientras, la conquista de Libia continuaba. En 1174, Sharaf al-Din Qaraqush, lugarteniente de Taqi al-Din, tomó Trípoli, que había sido ocupada por los normandos al mando de una fuerza turco-beduina. La zona se convertiría desde entonces una terreno de lucha intermitente en la zona entre el liberto de Saladino, Karakush, el naciente Imperio almohade y los remanentes del Imperio almorávide.
El 31 de julio de 1173, su padre, Ayub, fue herido tras una caída del caballo, causando su muerte el 9 de agosto. La pérdida de su fiel vasallo contribuyó a aumentar los recelos de Nur al-Din.
En 1174, Saladino envió a Turan-Shah a conquistar Yemen y las zonas circundantes del mar Rojo. La excusa era que dichos territorios no reconocían al califa de Bagdad, siendo para la mayoría de musulmanes herejes, pero autores como al-Maqrizi o Ibn al-Athir suelen considerar que Saladino preparaba un lugar seguro al que huir con su familia de producirse un ataque de Nur al-Din. El gobernante jariyita de Zabid, Mahdi Abd al-Nabi, fue ejecutado en 1174 y el puerto de Adén fue arrebatado a la tribu chií Banu Karam poco después. Turan-Shah también expulsó a los hamdanidas de Saná, en las montañas, en 1175.
Fue un momento histórico para Yemen, que por primera vez vio unidos sus hasta entonces independientes ciudades de Adén, Saná y Zabid. Adén fue el principal puerto índico del reino de Saladino, si bien el gobierno de la provincia se ejercía desde Ta'izz. La llegada del gobierno de Saladino trajo renovación a la ciudad, que vio mejoras en sus infraestructuras, la creación de nuevas instituciones y una ceca propia. La conquista, además de una retaguardia, le proporcionó el dominio marítimo del mar Rojo para lo que creó una flota costera, al-asakir al-bahriyya, encargada de vigilar la piratería. El mar era una rica zona comercial que incluía Yanbu y las ciudades santas de La Meca y Medina, de gran valor psicológico y propagandístico. Para favorecer el comercio se construyeron infraestructuras costeras La conquista de Yemen así ayudó también a revitalizar el comercio egipcio. Sin embargo Saladino aún hubo de afrontar revueltas posteriores tras el regreso de Turan-Shah y no fue hasta el nombramiento de su otro hermano Tughtekin Sayf al-Islam como gobernador en 1182 que se consolidó la conquista del país.

### Sultán de Siria

#### Conquista de Damasco y el sur de Siria

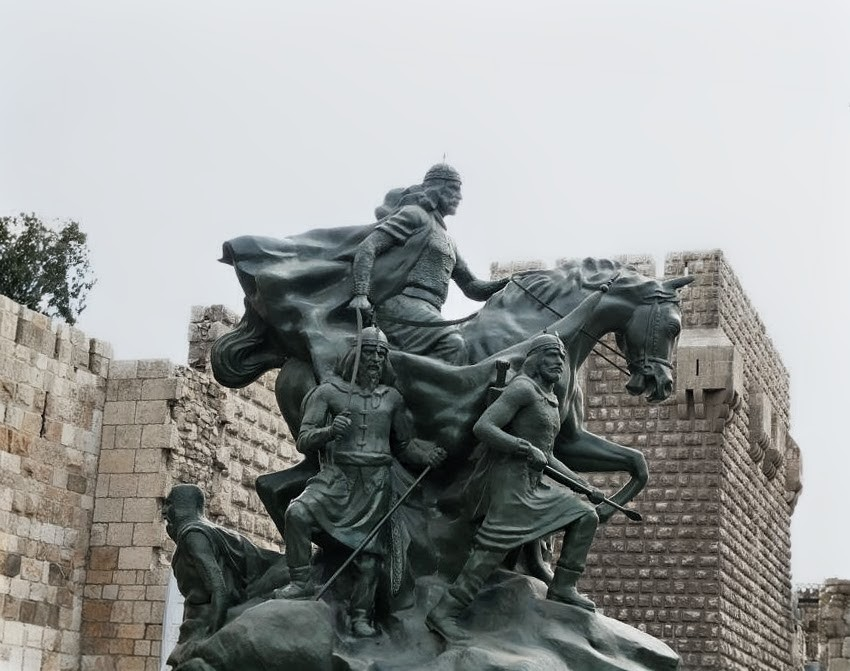
Estatua ecuestre de Saladino en la Ciudadela, Damasco

A comienzos de verano de 1174, Nur al-Din se hallaba aparentemente preparando un ataque a Egipto, habiendo enviado peticiones de tropas a Mosul, Diyarbakir, y al-Jazira. La familia ayubí mantuvo un concilio sobre cómo afrontar esta posible amenaza y Saladino congregó a sus tropas a las afueras de El Cairo. Sin embargo, el 15 de mayo moría Nur al-Din. En el poder quedó su hijo de once años as-Salih Ismail al-Malik. Con ello Saladino obtenía de facto total independencia; en una carta al heredero prometía «actuar como una espada contra sus enemigos» y definía la muerte de su padre como «el shock tras un terremoto».
La muerte de Nur al-Din dejó ante Saladino una difícil decisión. Podía atacar a los cruzados desde Egipto o esperar hasta ser invitado por as-Salih en Siria para atacar desde ahí. Podía también ocupar Siria antes de que, como parecía, cayera en manos de un rival, pero temía la hipocresía moral de atacar las tierras del que había sido su señor, algo detestable por su moral islámica y que le invalidaba para encabezar la guerra contra los cruzados. Para anexionarse Siria necesitaba una invitación de as-Salih o una excusa como el potencial peligro cruzado en un caso de desgobierno.
Cuando as-Salih fue llevado a Alepo en agosto, asumió la regencia Gumushtigin, el emir de la ciudad y capitán de Nur al-Din. El emir se preparó para desbancar a sus rivales, empezando con Damasco. Ante estas perspectivas, el emir de la ciudad acudió a Saif al-Din (primo de Gumushtigin) de Mosul en busca de apoyo, pero fue rechazado y tuvo que acudir a Saladino. Este cruzó el desierto con 700 jinetes, pasó por Kerak y alcanzó Bosra. Lo seguían «emires, soldados, turcos, kurdos y beduinos en cuyo rostro se veían las emociones de sus corazones». El 23 de noviembre llegó a Damasco entre vítores y descansó en la antigua casa de su padre en la ciudad, hasta que se le abrieron las puertas de la Ciudadela de Damasco, donde se estableció y recibió el homenaje de los ciudadanos.

#### Alepo y el norte de Siria

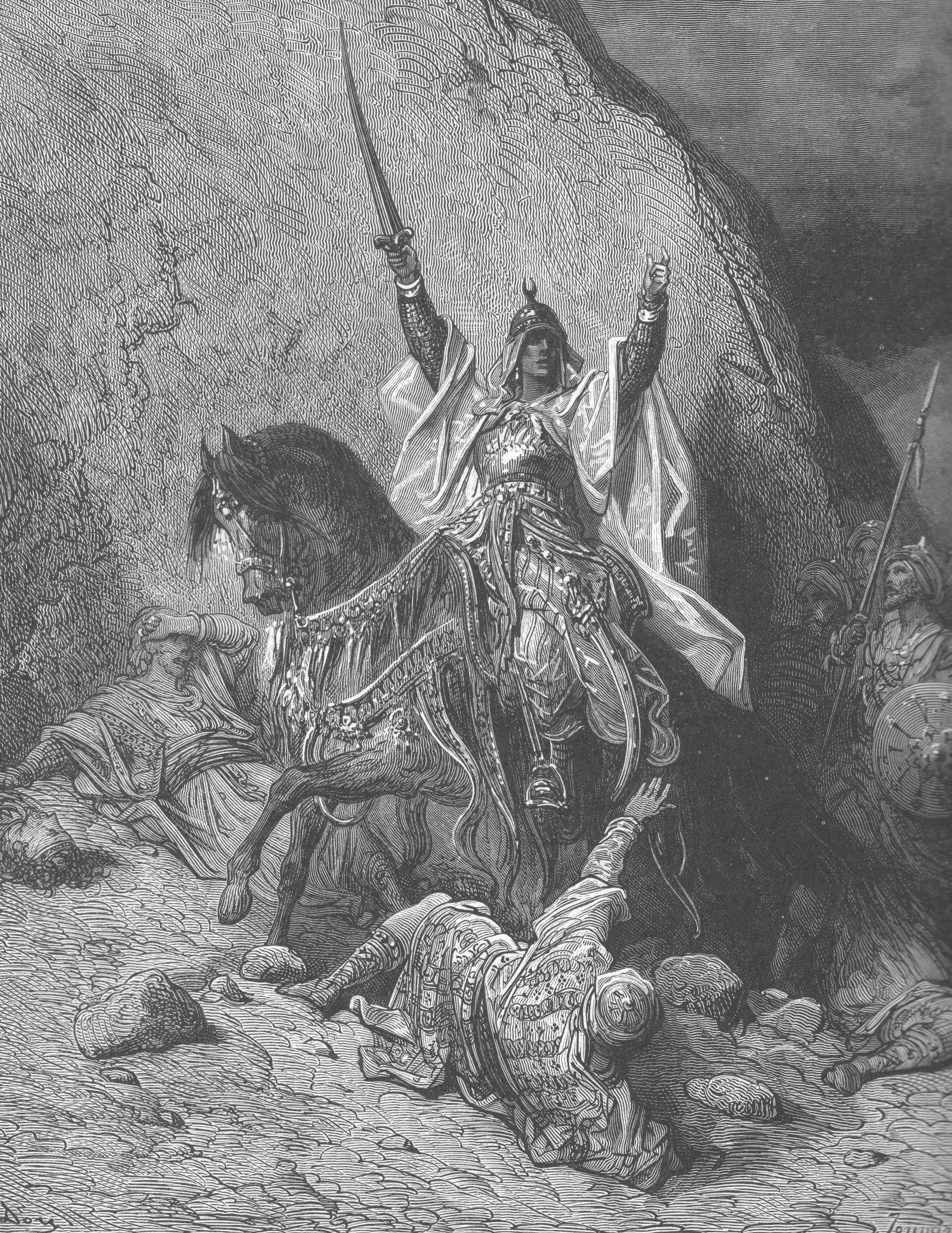
Representación del de un victorioso Saladino, obra de Gustave Doré

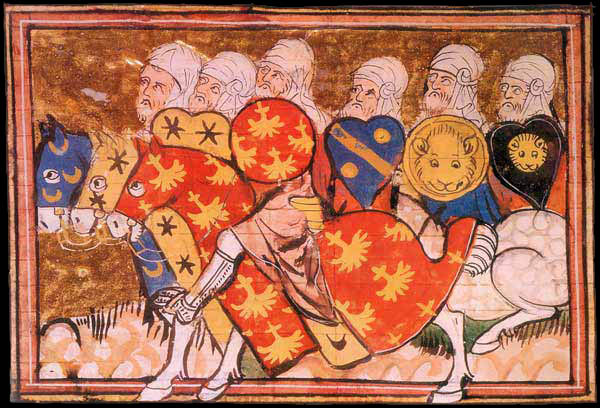
Tropas de Saladino, manuscrito franco, 1337

Tras dejar a su hermano Tughtigin como gobernador de Damasco, Saladino avanzó al norte con ánimo de someter otras ciudades que antaño pertenecieron al imperio de Nur al-Din pero que tras su muerte habían devenido en casi independientes. Tomó Hama sin muchos problemas, pero evitó la poderosa fortaleza de Homs. Se movió luego hacia Alepo, que sitió el 30 de diciembre de 1174 después de que Gumushtigin se negara a abandonar el trono. Pero as-Salih, que temía a Saladino, dejó el palacio y pidió a la población que no se rindiera.

¡Mirad a este hombre injusto e ingrato que quiere quitarme mi país sin consideración para Dios ni para los hombres! Soy huérfano y cuento con vosotros para defenderme en memoria de mi padre que tanto os amó.
as-Salih al-Malik

Uno de los cronistas de Saladino dijo que «la gente cayó bajo su embrujo».
Gumushtigin pidió ayuda a Rashid ad-Din Sinan, gran maestro de los asesinos, secta que estaba enemistada con Saladino (se trata de una corriente fatimí, que había visto con gran enojo el fin del califato egipcio). Estos planearon asesinar a Saladino en su campamento. Un grupo de 13 asesinos entró fácilmente en el mismo, pero fueron detectados antes de haber cometido el crimen. Uno cayó ante un general de Saladino y los otros fueron reducidos mientras trataban de huir. Para complicarlo todo aún más, Raimundo III de Trípoli congregó a sus fuerzas en Nahr al-Kabir cerca del territorio musulmán. Amagó un ataque contra Homs, pero se replegó después de oír que Saif al-Din enviaba refuerzos.
Mientras, los enemigos de Saladino en Siria y Mesopotamia llevaron a cabo una guerra de propaganda, basándose en la idea de que «había olvidado su condición de vasallo» y no mostraba gratitud por su antiguo señor sitiando a su hijo «en rebelión contra su señor». Saladino intentó contrarrestar esta propaganda levantando el sitio y afirmando que estaba defendiendo el islam contra los cruzados. Regresó con sus tropas a Hama a enfrentar un ejército cruzado, que se retiró permitiendo a Saladino proclamar «una victoria que abría las puertas de los corazones de los hombres». Poco después lograba entrar en Homs y tomar su ciudadela (marzo de 1175) a pesar de una terca resistencia de los defensores.
Los éxitos de Saladino alarmaron a Saif al-Din. Cabeza de los zénguidas, incluyendo a Gumushtigin, veía Siria y Mesopotamia como sus tierras y se enojó ante «la usurpación de Saladino». Saif al-Din reunió un gran ejército y marchó con él a Alepo, donde los defensores le esperaban ansiosamente. Las fuerzas combinadas de Alepo y Mosul marcharon contra Saladino en Hama. Severamente sobrepasado en número, Saladino negoció abandonar las tierras al norte de Damasco, pero no se llegó a ningún acuerdo. Los zénguidas querían su retorno a Egipto. Siendo inevitable la confrontación, Saladino tomó posiciones ventajosas en las colinas del río Orontes. El 13 de abril de 1175, los zénguidas marcharon contra él, pero pronto se vieron envueltos por tropas más veteranas y mejor posicionadas, que los aniquilaron. La batalla fue una victoria decisiva par Saladino que persiguió al ejército en fuga hasta las puertas de Alepo, forzando a los consejeros de as-Salih a reconocerle su dominio no solo de Damasco, sino de Homs, Hama y ciudades más cercanas a Alepo como Maarat an-Numan o Baalbek.

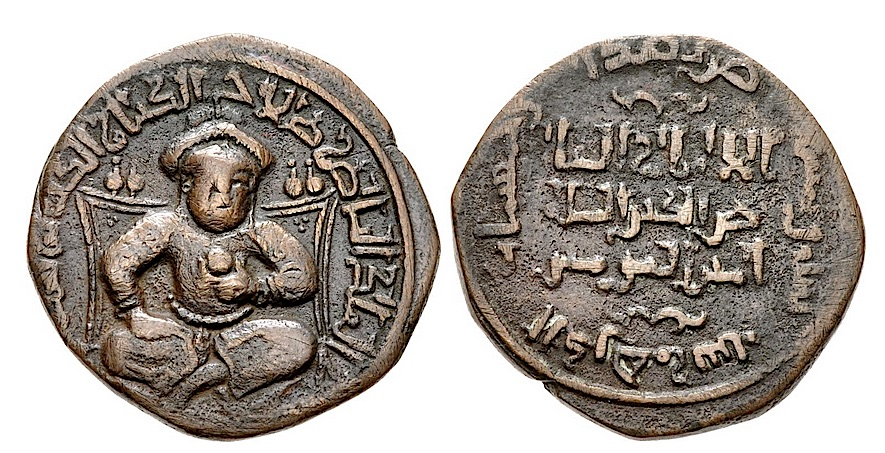
Moneda con la efigie de Saladino.

Tras su victoria, Saladino se proclamó rey y eliminó el nombre de as-Salih de la oración del viernes y de las monedas. Desde entonces, se debía orar por él en todas las mezquitas de Egipto y Siria y acuñar moneda en El Cairo con su nombre, al-Malik an-Nasir Yusuf Ayyub, ala ghaya (‘el rey fuerte en la ayuda, José hijo de Job, alabado sea’). El Califato abasí le reconoció la autoridad auto concedida y le declaró «sultán de Egipto y Siria».
Esta batalla de los Cuernos de Hama no terminó sin embargo con las luchas de poder entre ayubís y zénguidas. La confrontación final se prolongó hasta la primavera de 1176. Saladino trajo tropas de Egipto mientras Saif al-Din realizaba levas entre los estados vasallos de Diyarbakir y al-Jazira. Cuando Saladino cruzó el Orontes, dejando Hama, hubo un eclipse de Sol. A pesar de verlo como un presagio, continuó la marcha, alcanzando el Túmulo del Sultán, a 24 km de Alepo. Ahí sus fuerzas encontraron al ejército de Saif al-Din. Una lucha mano a mano se inició, donde los zénguidas lograron sobrepasar el ala izquierda de Saladino antes de que él personalmente cargara contra la guardia zénguida. Ante este ataque los zénguidas rompieron en pánico, siendo muertos la mayoría de los oficiales y escapando por los pelos Saif al-Din. El campamento zénguida con sus caballos, bagaje, tiendas y provisiones fueron capturados. Saladino sin embargo liberó con regalos a sus prisioneros y repartió el botín entre su ejército sin quedarse nada para él.
Continuó contra Alepo, que le recibió con las puertas cerradas. Por el camino había tomado Buzaa y Manbij. Desde ahí se dirigió al Este para sitiar la fortaleza de Azaz el 15 de mayo de 1176. Unos pocos días después, con Saladino descansando en una tienda, un asesino entró, golpeándole en la cabeza con un cuchillo. El casco de su armadura le salvó y logró agarrar al asesino por la mano gracias a llevar su gambesón. El asesino fue ejecutado y Gumushtugin y los nizaríes acusados del atentado, reforzándose el sitio de la ciudad.
Azaz se rindió el 21 de junio de 1176, y Saladino se apresuró con sus tropas a Alepo para castigar a Gumushtigin. Sus asaltos fueron rechazados pero no solo logró firmar una tregua sino incluso un pacto de alianza con Gumushtigin y as-Salih que a cambio de mantener la ciudad reconocía a Saladino todo lo que había conquistado. Los emires de Mardin y Keyfa, aliados con Alepo, también reconocieron a Saladino como señor de Siria. Tras la firma del tratado, la hermana pequeña de as-Salih acudió a Saladino reclamando el retorno de la fortaleza de Azaz. Saladino accedió y la escoltó de vuelta a Alepo con numerosos regalos.

#### Campaña contra los asesinos

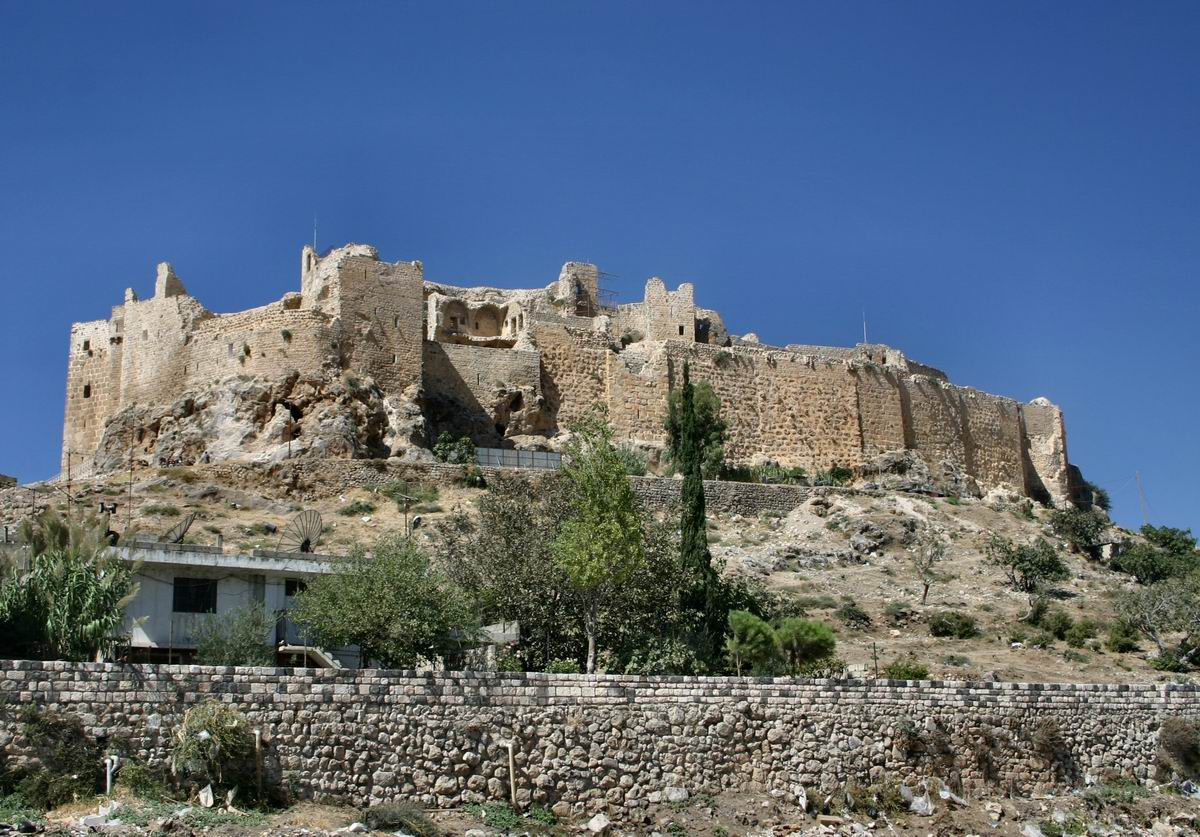
Saladino concluyó el asedio del castillo ismailí (la denominada secta de los «asesinos») de Masyaf, fortaleza de Rashid ad-Din Sinan, en circunstancias inciertas en agosto de 1176.

Aprovechando sus treguas con los zénguidas y con los cruzados, Saladino se embarcó en el verano de 1175 en una campaña contra los asesinos de Sinan. En cuanto recibió tropas de Egipto, Saladino se dirigió contra sus fortalezas en el Líbano, pero se retiró ese mismo mes sin haber conquistado ninguna. Muchos historiadores musulmanes afirman que el tío de Saladino medió en un tratado de paz entre él y Sinan. Sin embargo, los propagandistas de los asesinos afirman que Saladino renunció debido a temores sobre su propia vida. Había ordenado dejar tiza y arena alrededor de su tienda en el sitio de Masyaf para poder ver las huellas de posibles asesinos y dado antorchas a sus guardias.
De acuerdo a esta versión, una noche los guardias vieron un estallido y algo desapareciendo entre las tiendas. Saladino despertó de su sueño a tiempo de ver una figura abandonando su tienda. Observó que las lámparas estaban desplazadas y que la cama tenía marcas como las de las peculiares armas de los asesinos con una nota pinchada en una daga envenenada que le advertía de que sería asesinado si no se retiraba del asalto. Saladino gritó, afirmando que la figura había sido el mismísimo Sinan y ordenó a sus guardias a llegar a un acuerdo. Dándose cuenta de la imposibilidad de tomar sus fortalezas excavadas en las montañas, prefirió llegar a un acuerdo y evitar que los cruzados los usaran como arma secreta.

#### Lucha con los cristianos

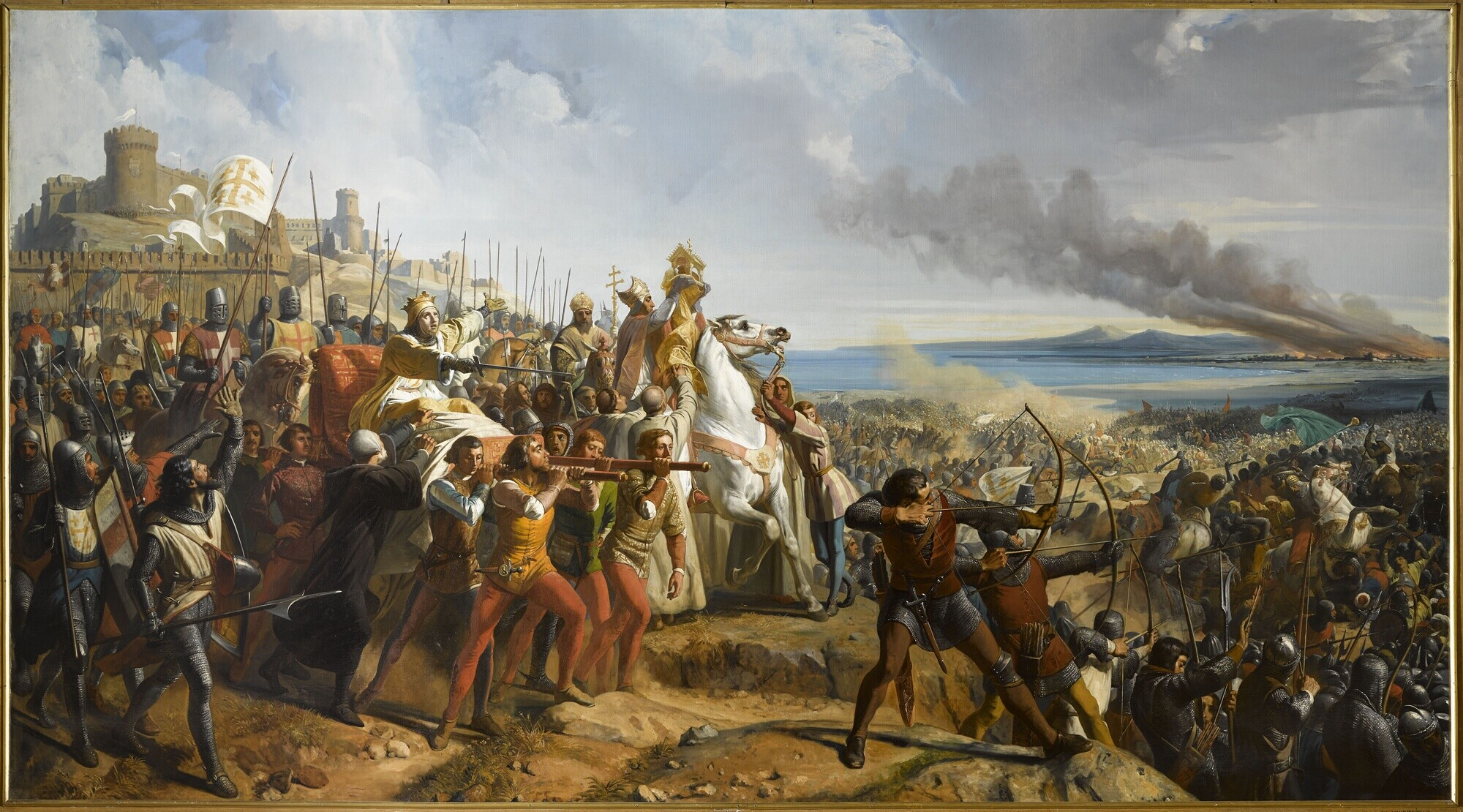
Batalla de Montgisard

Tras dejar las montañas de al-Nusayri, Saladino regresó a Damasco y licenció a sus tropas sirias. Dejó a su hermano Turan Shah al cargo de Siria y marchó a Egipto con su corte personal, alcanzando El Cairo el 22 de septiembre. Tras dos años ausente, tenía mucho que supervisar en el país del Nilo, particularmente obras y proyectos que había dejado en El Cairo. Reparó y amplió las murallas de la ciudad y comenzó la construcción de la Ciudadela de El Cairo. También ordenó construir el pozo de 85 metros Bir Yusuf. Su mayor obra pública fuera de la ciudad fue un gran puente en Guiza, que pretendía facilitar la defensa contra invasiones moras.
Saladino permaneció en El Cairo supervisando su gobierno y construyendo la Madrasa de los Hacedores de Espadas. En noviembre de 1177, lanzó una razzia sobre Palestina. Los cruzados habían penetrado en el territorio de Damasco y Saladino tomó la tregua como algo que ya no tenía valor preservar. Los cristianos enviaron una gran porción de su ejército para sitiar Harem, en la ruta desde la cristiana Antioquía a Alepo, descuidando su frontera sur. Saladino creyó que la ocasión estaba madura y marchó contra Ascalón, a la que llamó la «novia de Siria». Guillermo de Tiro registra que el ejército ayubí constaba de 18 000 esclavos negros del Sudán y 8 000 soldados de élite turcomanos y kurdos. El ejército asoló la campiña, saqueó Ramla y Lod y llegó a las puertas de Jerusalén.
Saladino permitió al rey Balduino entrar en Ascalón con los Caballeros Templarios de Gaza sin tomar precauciones contra un ataque sorpresa. Aunque los cruzados apenas tenían 375 caballeros, Saladino dudó en emboscarles ante la presencia de tropas veteranas y oficiales expertos. El 25 de noviembre de 1177, con el grueso de su ejército ausente, Saladino y sus tropas se vieron sorprendidos en Tell Jezer, cerca de Ramala. Antes de que pudieran formar en orden de batalla, los templarios rompieron sus líneas. Saladino trató inicialmente de organizar a sus hombres, pero ante la muerte de su guardia vio inevitable la derrota y con las pocas tropas que le quedaban montó un camello hasta Egipto. En las crónicas cristianas es conocida como la batalla de Montgisard.
Sin desanimarse por su derrota en Tell Jezer, Saladino se preparó para luchar con los cruzados otra vez. En la primavera de 1178, acampaba bajo los muros de Homs mientras tenían lugar escaramuzas entre sus generales y los cruzados. Sus tropas en Hama ganaron una batalla y le trajeron los despojos del enemigo, con muchos prisioneros a Saladino, que ordenó su decapitación para «lavar de basura las tierras de los Creyentes». Pasó el resto del año en Siria, sin luchar con sus enemigos.
Los espías de Saladino le informaron de que los cruzados planeaban una expedición en Siria. El sultán ordenó a su general Farrukh-Shah, patrullar la frontera de Damasco con mil soldados en espera de un ataque para retirarse sin presentar batalla y avisar con antorchas en las colinas para que Saladino marchara. En abril de 1179, los cruzados dirigidos por Balduino, que no esperaba resistencia a su ataque sorpresa al este de los Altos del Golán, iniciaron la expedición. Avanzaron demasiado aprisa en persecución de Farrukh-Shah, que concentraba a sus tropas al sudeste de Quneitra, y se vieron derrotados por los ayubís en la conocida como batalla de Maryayún. Con la victoria, Saladino trajo refuerzos y solicitó mil quinientos jinetes a su hermano al-Adil en Egipto.
En el verano de 1179, Balduino había construido un puesto avanzado en el camino a Damasco y pretendía fortificar un paso a través del río Jordán, conocido como el vado de Jacob, que controlaba el acceso a la llanura de Banias, dividida entre musulmanes y cristianos. Saladino ofreció cien mil piezas de oro a Balduino a cambio de abandonar el proyecto, particularmente ofensivo por ser un lugar santo para los musulmanes, pero no hubo trato. Así resolvió destruir la fortaleza y movió sus cuarteles a Banias. Como los cruzados se apresuraron a atacar sus fuerzas, perdieron la formación. Tras un éxito inicial, persiguieron al enemigo hasta perder cualquier orden y fueron arrollados por las tropas de Saladino. Esta batalla del Vado de Jacobo y la toma de la fortaleza el 30 de agosto de 1179 fue una victoria clave para Saladino.
En la primavera de 1180, mientras Saladino estaba en las proximidades de Safad, esperando comenzar una nueva campaña, Balduino envió mensajeros con propuestas de paz. Tras sequías y malas cosechas, andaba escaso de provisiones y aceptó. Raimundo III de Trípoli se opuso a la tregua, pero una incursión en sus tierras y la visión de la flota de Saladino en Tartus le convencieron.

### Caudillo del islam

#### Diplomacia en tiempos de paz

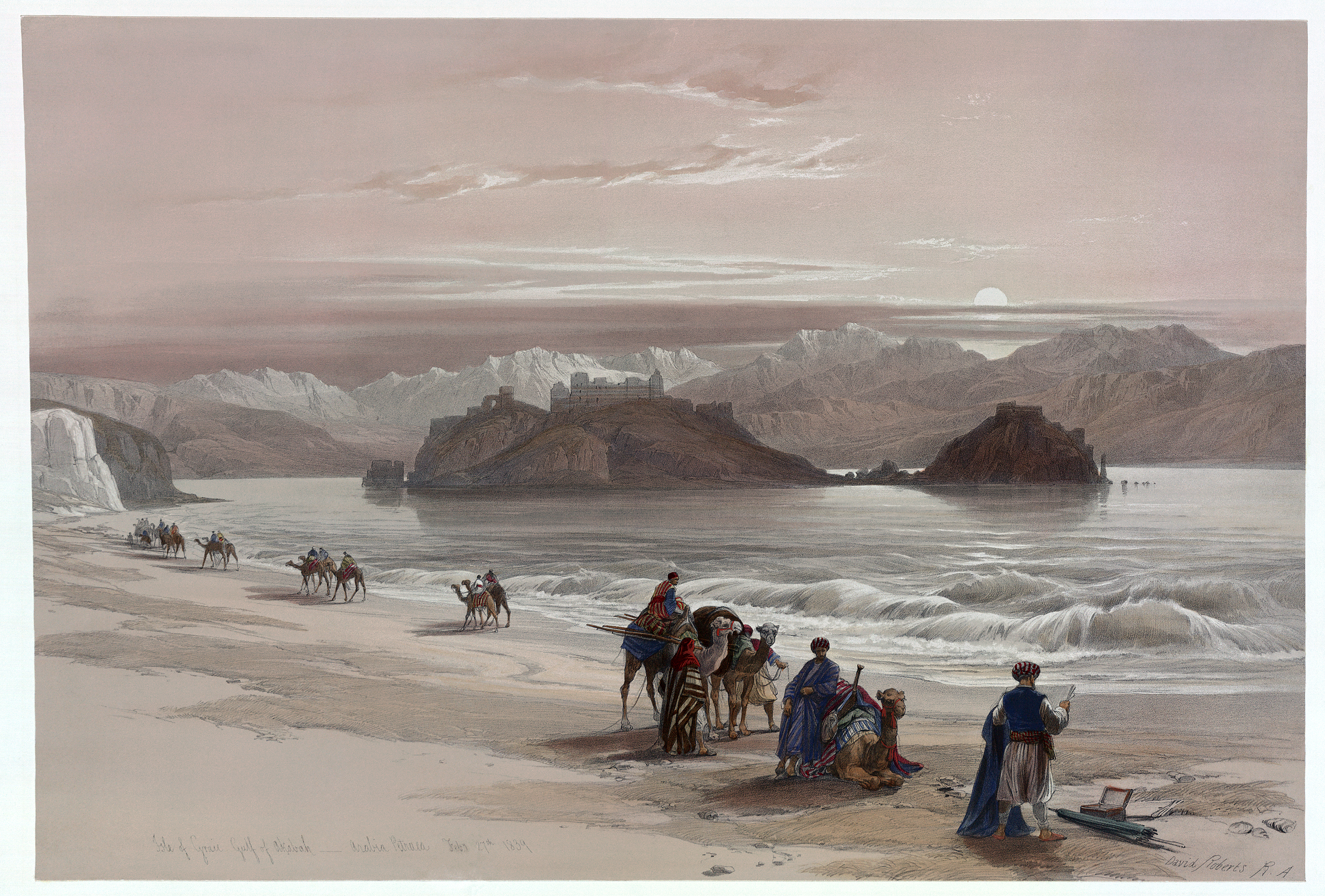
Saladino aseguró la protección de la rutas de las caravanas que viajaban a tierras distante.

En junio de 1180, Saladino recibió a Nur al-Din Muhammad, emir ortúquida de Keyfa en Geuk Su, obsequiándole a él y a su hermano, Abu Bakr, regalos con valor de cien mil dinares, de acuerdo a Imad al-Din. Trataba así de asentar una alianza con dicha dinastía e impresionar a otros emires de Mesopotamia y Anatolia. También se ofreció a mediar entre él y Kilij Arslan II, sultán selyúcida del Rum, que reclamaba las tierras que dio como dote por su hija que se había quejado por el trato recibido de su esposo. Nur al-Din le pidió ayuda a Saladino, pero Arslan no le aceptó como mediador.
Tras la reunión con Nur al-Din, el más poderoso de los señores selyúcidas, Ikhtiyar al-Din al-Hasan, obtuvo la sumisión de Arslan, lo que forzó un acuerdo. Saladino recibió poco después un mensaje de Arslan quejándose de más abusos a su hija, enfureciéndose. La respuesta de Saladino fue amenazar con atacar Malatya, a dos días de marcha, sin bajarse del caballo hasta entrar en la ciudad. Asustados por el ultimátum, los turcos negociaron. Saladino sentía que Arslan obraba bien al preocuparse por su hija, pero no podía abandonar a un vasallo que le había pedido protección y traicionarle. El acuerdo final daba a la mujer un año fuera del hogar de su marido y el compromiso de Saladino de abandonar a Nur al-Din si este incumplía el trato.
Dejando a Farrukh-Shah al cargo de Siria, Saladino regresó a El Cairo a comienzos de 1181. Según Abu-Shama, pretendía pasar el ayuno de Ramadán en Egipto y luego realizar la peregrinación a La Meca (hajj). Por motivos desconocidos cambió de opinión y se sabe que inspeccionó personalmente las riberas del Nilo en junio. Se enfrentó a los beduinos, que fueron desposeídos de dos tercios de sus tierras con las que recompensó a los campesinos de El Fayum cuyas propiedades había confiscado. Los beduinos fueron acusados de comerciar con los cruzados, su grano confiscado y forzados a asentarse más al oeste. La flota egipcia también se enfrentó a los piratas beduinos en el lago Tanis.
En el verano de 1181, el eunuco y administrador de Saladino Karakush dirigió el arresto de Majd al-Din —antiguo lugarteniente del hermano de Saladino Turan-Shah en Zabid (Yemen)— mientras entretenía a sus expensas a Imad al-Din en El Cairo. Los cercanos a Saladino le acusaban de malversación de los beneficios de Zabid, pero Saladino en persona dijo que no había pruebas. Reconoció el error y liberó a Majd al-Din a cambio de una indemnización de 80 000 dinares y otras sumas a los hermanos de Saladino al-Adil y Taj al-Muluk Bari. Se trata de uno de varios episodios en la controvertida marcha de Turan-Shah de Yemen. Aunque los lugartenientes de este continuaban enviándole beneficios de la provincia, faltaba liderazgo y estallaban luchas entre los Izz al-Din Uthman de Adén y Hittan de Zabid. Saladino escribió en una carta a al-Adil:

Yemen es una casa del tesoro... lo conquistamos, pero hasta este día no hemos tenido beneficios ni ventajas del mismo. Sólo ha habido innumerables gastos, envíos de nuestras tropas... y expectativas que no fueron satisfechas al final.

#### Conquista de Mesopotamia
El principal príncipe zénguida, Saif al-Din, murió en junio de ese año sucediéndole su hermano Izz al-Din en Mosul. El 4 de diciembre, el hijo de Nur al-Din y cabeza teórica de la familia as-Salih moría tras haber hecho a sus oficiales jurar lealtad a Izz al-Din, en un intento de crear un poder zénguida que pudiera compensar a Saladino. Izz al-Din fue bienvenido en Alepo, pero las expectativas de su gobierno como líder de la dinastía le sobrepasaron y cambió Alepo por Sinyar a su hermano Imad ad-Din Zengi. Saladino no prestó oposición alguna en respeto a los tratados de paz con la familia.
El 11 de mayo de 1182, Saladino con la mitad de su ejército y numerosos no combatientes marchó de El Cairo a Siria. En la noche anterior a su marcha, se sentó con el tutor de uno de sus hijos que citó un verso: «disfruta del perfume de la planta de ojo de buey de Nechd, tras esta tarde no vendrá». Saladino vio en ello un presagio malvado y nunca vio de nuevo Egipto. Sabiendo que las fuerzas cruzadas se congregaban para interceptarlo, cruzó el desierto de la península del Sinaí hasta Eilat y el Golfo de Aqaba. Sin encontrar oposición, saqueó la campiña de Montreal, mientras las fuerzas de Balduino vigilaban sin intervenir. Llegó a Damasco en junio para descubrir que Farrukh-Shah había atacado Galilea, saqueando Daburiyya y tomando Habis Jaldek, fortaleza de gran importancia. En julio, Saladino le encomendó atacar Kawkab al-Hawa, donde libró la batalla del Castillo Belvoir, que resultó en un empate. Más tarde, en agosto, se lanzó un ataque terrestre y marítimo sobre Beirut para el que construyó 30 galeras, que estaba a punto de fracasar cuando Saladino se retiró para enfocar la ocasión que se planteaba en Mesopotamia.
Kukbary, que gobernaba en Harrán invitó a Saladino a ocupar la región de Yazira, en el norte de Mesopotamia. Saladino aceptó y dio por finalizada la tregua con los zénguidas en septiembre de 1182. Antes de su marcha a Jazira habían estallado luchas intestinas entre los zénguidas, muchos de los cuales no querían reconocer primacía alguna a Mosul. Antes de cruzar el río Éufrates Saladino sitió durante tres días Alepo, declarando así el final de la tregua.
Una vez alcanzada Bira, en la ribera de dicho río, se le unieron Kukbary y Nur al-Din; sus fuerzas combinadas tomaron primero Edesa, luego Saruj y luego Raqqa. Raqqa era una importante encrucijada de caminos defendida por Qutb al-Din Inal, que había perdido Manjib frente a Saladino en 1176 y ante el enorme ejército de Saladino, se rindió a cambio de conservar sus propiedades. Saladino impresionó a los habitantes de la ciudad al publicar un decreto que eliminaba varios impuestos y los tachaba de los registros porque «los más miserables regentes son aquellos que están gordos mientras su gente está delgada». De Raqqa se movió conquistando sucesivamente al-Fudain, al-Husain, Maksim, Durain, Araban y Khabur, que le juraron lealtad. Sus conquistas siguieron por Karkesiya y Nusaybin. Saladino tomó Nusyabin sin encontrar resistencia. De tamaño mediano, no era muy importante, pero tenía una posición estratégica entre Mardin y Mosul y estaba cerca de Amid (Diyarbakır).
En el medio de estas conquistas, Saladino fue informado de que los cruzados saqueaban las aldeas de la comarca de Damasco. Su réplica fue: «Dejadles... mientras destruyen aldeas estamos tomando ciudades, cuando volvamos tendremos más fuerzas para luchar con ellos». Mientras en Alepo, el emir zénguida de la ciudad saqueaba ciudades fieles a Saladino como Balis, Manbij, Saruj, Buzaa o al-Karzain. También destruyó su propia ciudadela en Azaz para evitar que los ayubís pudieran usarla contra él.

#### Problemas en el mar Rojo
El 2 de marzo de 1182, en la tregua en su campaña siria, al-Adil escribió desde Egipto una carta a Saladino informándole de que los cruzados habían atacado «el corazón del islam». Reinaldo de Chatillon, un polémico y violento señor fronterizo había enviado barcos desde el golfo de Aqaba a saquear la costa del mar Rojo. Eilat fue de nuevo ocupada aunque la guarnición de la isla del Faraón se sostuvo. No se trataba de un intento de conquista, sino de mera piratería. Imad al-Din escribe que el ataque alarmó a los musulmanes, que no estaban acostumbrados a tales ataques en un mar que controlaban al completo e Ibn al-Athir añade que los habitantes no tenían experiencia alguna con los cruzados, ni como enemigos ni como mercaderes.
De acuerdo a testimonios de los que da cuenta Ibn Yubair, dieciséis barcos musulmanes fueron quemados por los cruzados, que capturaron un buque con peregrinos en Aidab. También narra que planeaban atacar Medina y llevarse el cuerpo del profeta Mahoma. Al-Maqrizi escribe que querían llevárselo a territorio cristiano para forzar a los musulmanes a peregrinar allí. Afortunadamente para Saladino, al-Adil había llevado su flota desde Fustat y Alejandría al mar Rojo bajo el mando de un mercenario armenio llamado Lu'lu. Rompieron el bloqueo cruzado, destruyendo la mayoría de sus barcos y persiguieron a los que echaron el ancla y huyeron al desierto. Los supervivientes, 170 en total, fueron ejecutados siguiendo órdenes de Saladino en varias ciudades musulmanas.

#### Lucha por Mosul
A medida que Saladino se acercaba a Mosul, se enfrentó al problema de tomar una gran ciudad y justificar la conquista. Los zénguidas de Mosul apelaron a an-Nasir, el califa abasí de Bagdad cuyo visir les era favorable. An-Nasir envió a Sheikh al-Shuyukh (una figura de alto rango) para mediar. Saladino llegó ante los muros de la ciudad el 10 de noviembre de 1182. Izz al-Din no aceptó sus términos que veía desproporcionados y Saladino en seguida puso sitio a la ciudad, muy fortificada.
Tras varias escaramuzas menores se llegó a un punto muerto, promovido por el califa. Saladino trató de retirarse sin sufrir daños en su imagen y manteniendo presión sobre Izz al-Din. Decidió atacar Sinjar, defendida por el hermano de Izz al-Din, Sharaf al-Din. La ciudad cayó tras un sitio de 15 días el 30 de diciembre. Las fuerzas ayubís perdieron el orden, saqueando la ciudad. Saladino solo logró proteger al gobernador y sus oficiales enviándolos a Mosul. Tras establecer una guarnición en la ciudad, esperó la llegada de una coalición de Alepo, Mardin y Armenia. Saladino los esperó con su ejército en Harrán en febrero de 1183, pero ante su avance enviaron mensajeros a Saladino solicitando la paz. Cada ejército regresó a sus ciudades y al-Fadil escribió «[a]vanzaron como hombres, se desvanecieron como mujeres» en referencia a las tropa de Izz al-Din.
Desde el punto de vista de Saladino la guerra marchaba bien. Había logrado conquistar amplios territorios, pero no había logrado el objetivo de tomar la ciudad. Su ejército, sin embargo, se iba reduciendo; Taqi al-Din llevó a sus hombres de vuelta a Hama mientras Nasir al-Din Muhammad y sus fuerzas se marcharon. Esto animó a Izz al-Din y sus aliados que retomaron la ofensiva. La coalición se reunió en Harzam, al norte de Harran. A comienzos de abril, sin esperar a Nasir al-Din, Saladino y Taqi al-Din avanzaron contra ellos, marchando al Este, a Ras al-Ein sin dificultades. A finales de abril, tras tres días de «verdadera lucha» según Saladino, los ayubís capturaron Amid (Diyarbakır). Entregó la ciudad a Nur al-Din Muhammad con sus provisiones (80 000 velas, una torre llena de flechas y 1 040 000 libros). A cambio de la ciudad, este le juró obediencia y le prometió seguirle en sus campañas así como restaurar la ciudad. La caída de Amid también convenció a Il-Ghazi de Mardin de pasarse al lado de Saladino, debilitando más a Izz al-Din. Otras poblaciones que se pasaron en 1182 al bando ayubí incluyen Maras.
Saladino intentó justificar ante el califa an-Nasir sus campañas contra Izz al-Din y le solicitó justificación legal para ocupar Mosul. Saladino recordaba que mientras él había devuelto Egipto y Yemen a la autoridad del califato abasí, los zénguidas de Mosul se apoyaban en los selyúcidas, rivales del califato y solo acudían a an-Nasir cuando le necesitaban. También responsabilizaba a Izz al-Din de evitar la «guerra santa» contra los cruzados, afirmando que «no sólo no luchan ellos, sino que previenen que lo hagan los que pueden». Justificó su conquista de Siria por la lucha contra los cristianos y la herejía asesina. Prometió que si Mosul le era entregado, tomaría para el islam Jerusalén, Constantinopla, Georgia y el Imperio almohade (que tampoco reconocía al califa de Bagdad) hasta que «la palabra de Dios sea suprema y el califato abasí haya limpiado el mundo, convirtiendo iglesias en mezquitas». Decía que esto ocurriría por la voluntad de Dios y que a cambio del apoyo del califato le entregaría Tikrit, Daquq, Juzestán, Kish y Omán.

#### Sumisión de Alepo
Saladino dirigió entonces su atención hacia Alepo. Envió a su hermano Taj al-Mulk Buri a tomar Tell Jalid, a 130 km al norte de la ciudad. Aunque se llegó a iniciar un asedio, el gobernador se rindió ante la llegada de Saladino el 17 de mayo de 1183, sin lucha. Según Imad al-Din, tras esta toma marchó sobre Ain Tab, que fue ocupado por sus ejércitos antes de dirigirse a Alepo. El 21 de mayo acampaba frente a sus muros, al este de la Ciudadela de Alepo mientras sus fuerzas rodeaban los arrabales de Banaquso al norte y Bab Janan al oeste. Sus tropas, que esperaban un éxito fácil, se aproximaron temerariamente a las murallas.
Zangi no ofreció una larga resistencia. Era poco popular y personalmente ansiaba regresar a sus antiguos dominios en Mesopotamia. Se negoció un acuerdo por el que entregaba Alepo a Saladino a cambio de volver a Sinjar como vasallo y gobernador de Saladino. Su administración llegaría hasta Nusaybin y Raqqa y debería prestar vasallaje y participar en el ejército de Saladino. El 12 de junio de 1183 la ciudad fue formalmente entregada a los ayubís. La gente de Alepo, que desconocía de estos manejos, fue sorprendida por el alzamiento del estandarte de Saladino en la ciudadela. Dos emires, incluyendo al amigo personal de Saladino, Izz al-Din Jurduk, le dieron la bienvenida y le ofrecieron su lealtad. Pese a sus promesas de no interferir en el gobierno religioso de la ciudad, sustituyó a los jueces Hanafí. Saladino permitió a Zangi partir con todas las provisiones de la ciudadela que pudiera llevar y vender el resto, que Saladino compró.
A pesar de sus reticencias iniciales al intercambio, Saladino no tenía dudas de que «Alepo era la llave de esas tierras [puesto que] esta ciudad es el ojo de Siria y su ciudadela su pupila». Para Saladino la captura de la ciudad marcaba el fin de ocho años de espera desde que dijo a Farruj-Shah "Solo tenemos que ordeñar y Alepo será nuestra". Desde su nueva plaza fuerte, podía ahora amenazar la costa cruzada por completo.
Tras pasar una noche en la ciudadela de Alepo, Saladino marchó sobre Harem, una fortaleza en las inmediaciones del Principado de Antioquía, en manos de Surhak, un mameluco menor. Saladino le ofreció la ciudad de Bosra y propiedades en Damasco a cambio de la fortaleza, pero Surhak exigió más, siendo depuesto por su propia guarnición. Fue entonces arrestado por el delegado de Saladino, Taqi al-Din, bajo la acusación de planear ceder Harim a Bohemundo III de Antioquía. Cuando Saladino recibió su rendición, procedió a organizar la defensa de Harim frente a los cruzados. Informó a sus emires en Yemen y Baalbek que iba a atacar Armenia, pero que antes debía solventar detalles administrativos. Saladino acordó una tregua con Bohemundo a cambio de rehenes musulmanes y cedió Azaz a Alam ad-Din Suleiman y Alepo a Saif al-Din al-Yazkuj, respectivamente un emir de Alepo que se había pasado a su bando y un mameluco de Shirkuh que le salvó del intento de asesinato en Azaz.

#### Contra los cruzados
El 29 de septiembre, Saladino cruzó el río Jordán para atacar Baisan, que encontró vacía. El día siguiente saqueó y quemó la ciudad y se movió al oeste. Interceptó refuerzos cruzados procedentes de Kerak y Shaubak en el camino hacia Nablús y tomó prisioneros. Mientras, la principal fuerza cruzada dirigida por Guido de Lusignan dejó Séforis en dirección a Afula. Saladino envió 500 escaramuzadores para hostigarlos y marchó contra Ain Jalut. Cuando la fuerza cruzada, la mayor producida por el reino sin ayuda externa pero todavía inferior al ejército de Saladino, avanzó, los ayubís abandonaron Ain Jalut. Tras algunas incursiones musulmanas, en Zir'in, Forbelet y Monte Tabor, los cruzados todavía no se aventuraron a atacar el cuerpo principal del ejército enemigo, y Saladino se retiró una vez que sus tropas comenzaron a desaprovisionarse.
Los contraataques cruzados provocaron ulteriores asaltos de Saladino, particularmente ante el hostigamiento de Reinaldo de Chatillon que continuaba acosando las caravanas entre Siria y Egipto y fanfarroneando sobre nuevos ataques a La Meca. Saladino sitiaría por dos veces su fortaleza del Kerak (sitio del Kerak en 1183), base de Reinaldo en Transjordania, a lo que este replicaría saqueando caravanas de peregrinos en el hajj. Finalmente, la intervención del pragmático Conde de Trípoli, Raimundo llevó a un acuerdo con una tregua por cuatro años.
Tras el fracaso de sus sitios en el Kerak, Saladino devolvió momentáneamente su interés a su proyecto mesopotámico, reanudando sus ataques contra Mosul. Sin embargo Masud se había aliado ahora con el gobernante persa de Azerbaiyán y Jibal, que en 1185 replicó con contraataques a través de los Montes Zagros, haciendo titubear a Saladino. La defensa de Mosul, esperanzada con la idea de apoyo, se enquistó. Saladino cayó enfermo y en marzo de 1186 aceptó un tratado de paz con Mosul, que probablemente reconocía la autonomía de Mosul a cambio del reconocimiento de las conquistas de Saladino y de apoyo mutuo contra los cruzados. Saladino se movería en los días siguientes en la zona, aprovechando las posibilidades que se presentaban para tomar posiciones contra los persas o los selyúcidas del Sultanato de Rüm como Khilar y Mayafarekin antes de retomar su lucha con Jerusalén.

### La Guerra Santa

#### El comienzo y la batalla de Hattin

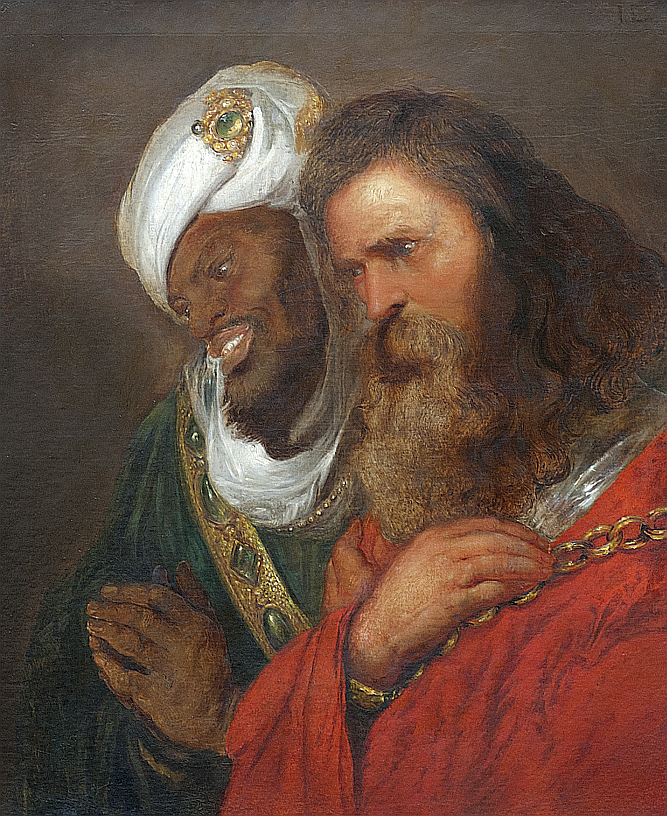
Saladino y Guy de Lusignan después de la batalla de Hattin, obra de Jan Lievens en 1625.

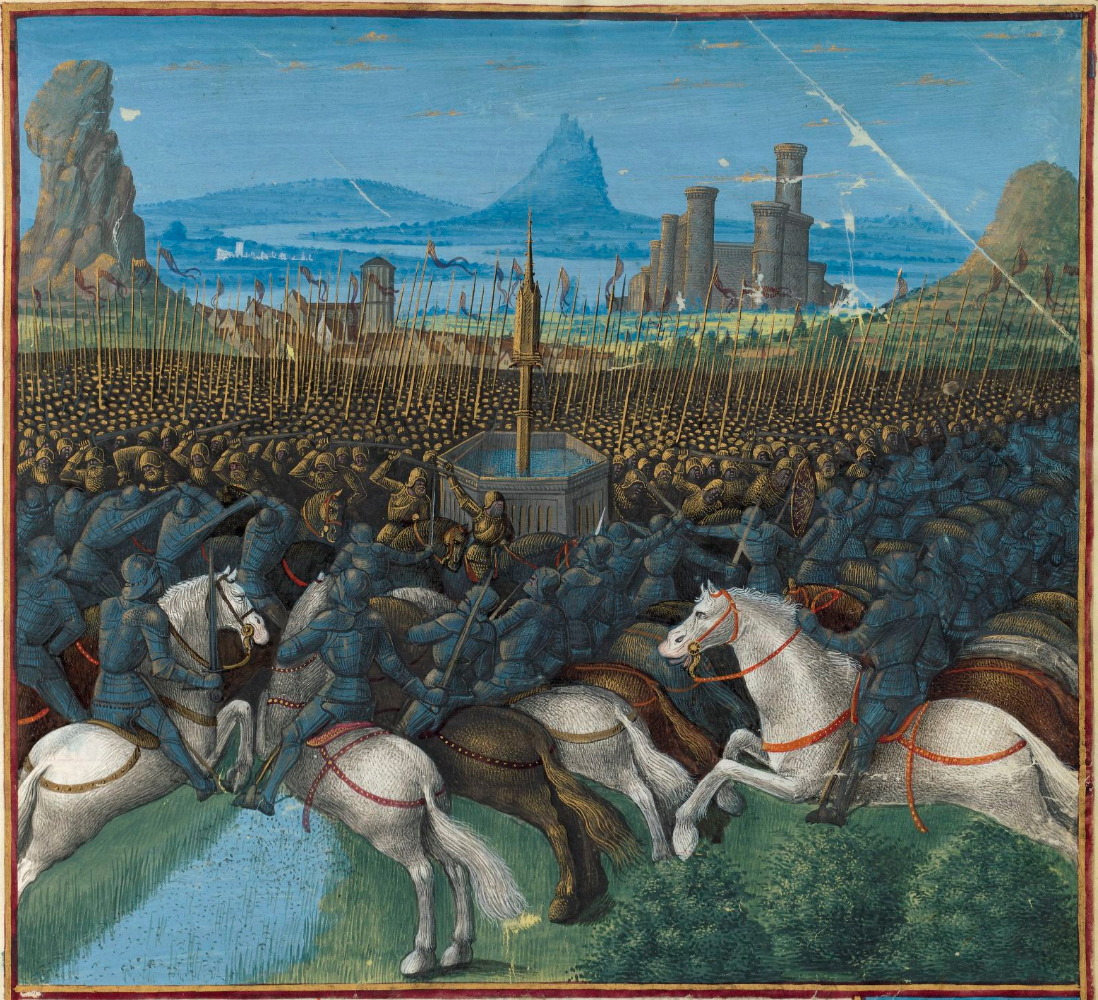
La batalla de Hattin

La guerra que acabaría con los cristianos de ultramar fue provocada por Reinaldo de Châtillon, noble que ha llegado hasta nuestros días con la imagen de señor de tierras en la frontera y famoso por practicar el bandidaje y el saqueo. Había ya violado treguas anteriormente para atacar caravanas, capturado peregrinos en dirección a La Meca, tratado de profanar los lugares santos musulmanes y saqueado la isla cristiana de Chipre, amén de ser frecuente protagonista de las intrigas por el poder en la corte de Jerusalén. Los cronistas modernos suelen presentarlo como un extremista que forzó la guerra aun cuando no tenía forma posible de ganarla. Sin embargo, había sido uno de los pocos que habían causado serios problemas a Saladino: al atacarle en su propia tierra poniendo en peligro los lugares santos musulmanes, dañó su imagen de Sultán y líder moral de los musulmanes, resistió el asedio de Saladino en la fortaleza del Krak de los Caballeros y era veterano de la batalla de Montgisard, la última gran victoria cruzada en Tierra Santa y de Le Forbelet, un empate contra Saladino tras la batalla de Afula.
Reinaldo atacó en 1186, contraviniendo la tregua pactada, una gran caravana musulmana en la que se llegó a decir que viajaba la misma hermana de Saladino, cosa incierta. Ante las previsibles represalias del entonces principal líder de los musulmanes, el rey consorte de Jerusalén Guido de Lusignan realizó levas reuniendo a todas las fuerzas del reino, con las que se dirigió contra Saladino, que contó con la ayuda de la ambigüedad de Raimundo III de Trípoli, miembro de una facción cortesana opuesta a Reinaldo, que inicialmente no se opuso a la marcha de Saladino por sus tierras del Principado de Galilea lo que le garantizó que sus fortalezas no fueran atacadas. Sin embargo, terminó uniéndose al ejército real que Reinaldo lideró contra la marcha de Saladino en Galilea. El enfrentamiento final se produjo en 1187, junto a unas colinas llamadas los Cuernos de Hattin. En la batalla los ataques de la caballería ligera y los arqueros sarracenos hicieron que el ejército cruzado se retrasara en su idea de llegar al lago Tiberíades y hubo de acampar en la llanura de Maskana. Finalmente sedientos y sin fuerzas, fueron derrotados por Saladino.
La victoria fue total para Saladino: había destruido casi la totalidad de las fuerzas enemigas, había capturado a los principales caudillos (el rey Guido de Lusignan, Reinaldo de Châtillon, el gran maestre de la Orden del Temple, Gérard de Ridefort...), había capturado o eliminado a la mayoría de los caballeros de las órdenes religiosas (incluyendo a Roger de Moulins, gran maestre del Hospital) y había arrebatado a los cristianos la Vera Cruz, su más preciada reliquia.
Solo unos pocos barones pudieron escapar y encabezar una cierta resistencia a Saladino. El conde Raimundo III de Trípoli, que comandaba la vanguardia pudo escapar de la captura al abrir el cerco los musulmanes y sorpresivamente no importunarle en su carga. No volvió grupas para ayudar al resto del ejército cristiano. Joscelino III de Edesa, Balián de Ibelín y Reinaldo de Sidón, que comandaban la retaguardia, pudieron romper la defensa musulmana y escapar igualmente.
Los prisioneros ilustres fueron bien tratados, de hecho se cuenta la anécdota de como Saladino ofreció una copa de nieve al rey de Jerusalén, sediento por la travesía en el desierto. La única excepción fue Reinaldo que fue ejecutado por el mismo Saladino, según se cuenta, cuando trató de coger la copa que había dado a Guido de Lusignan como muestra de hospitalidad, ya que Saladino había prometido matarlo con sus propias manos por la crueldad que había mostrado en contra, incluso, de civiles indefensos y a pesar de la tregua pactada. La costumbre en la región era dar merced al enemigo una vez se hubiera comido y bebido con él y Saladino no quería que la hospitalidad que ofrecía al rey se extendiera a Reinaldo.

No es el deseo de reyes matar reyes, pero ese hombre había trasgredido todas las fronteras, y por eso le traté así
Saladino

#### La conquista de Jerusalén

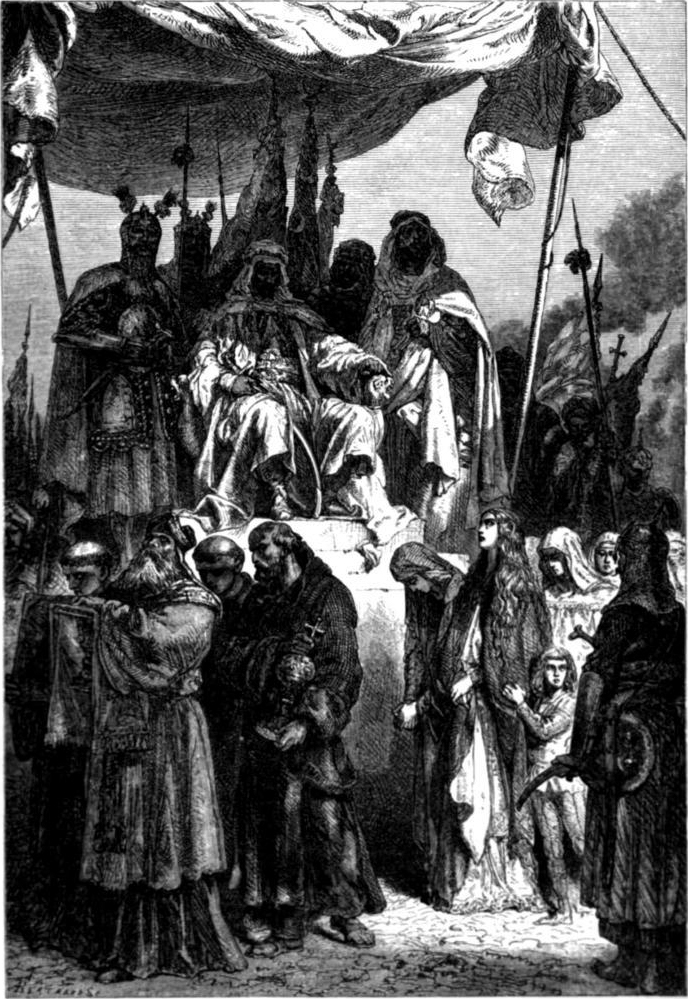
Los cristianos de la ciudad santa desfilando delante de Saladino

Tras su victoria en Hattin, Saladino ocupó el norte del Reino de Jerusalén, conquistando Galilea y Samaria sin demasiada dificultad aprovechándose tanto de la falta de un ejército cristiano con casi todas las fuerzas militares cristianas eliminadas o capturadas en Hattin y la confusión y falta de un mando organizado con el rey, los principales gobernantes y los maestres de las órdenes religiosas prisioneros. Tiberíades, capital del principado de la mujer de Raimundo de Trípoli fue finalmente asediada y tomada. Saladino marchó contra la costa, reduciendo la defensa de Acre y tomando el próspero puerto costero. La vecina Arsuf cayó junto con ella. Nazaret, Séforis, Cesarea, Haifa fueron tomadas una tras otra. La llegada de la flota de Egipto, que barrió la armada cruzada, redujo aún más las posibilidades de una defensa exitosa por parte cristiana. Posteriormente, se dirigió a la costa tomando uno tras otro los puertos. Así cayeron Sidón, Beirut, Biblos, Torón y las tierras de la frontera del Condado de Trípoli con el Reino de Jerusalén. La única excepción fue Tiro, plaza situada en un cabo de fácil defensa que comandada por el marqués Conrado de Montferrato, noble llegado de visita a unos parientes y que mostró un gran liderazgo, ofreció una resistencia ordenada. Saladino dejó frente a Tiro a un ejército y marchó hacia el sur con el objetivo de conquistar Ascalón, plaza vital para la defensa de Egipto, a pesar de que sus emires le instaban a tomar Jerusalén. Saladino liberó al gran maestre del Temple, Gérard de Ridefort, a cambio de las fortalezas templarias de Gaza, Darum y sus últimos baluartes en Samaria y al rey Guido de Lusignan a cambio de Ascalón, que, sin embargo, se negó a rendirse. A pesar de todo, fue tomada poco después por Saladino, junto a Ramla e Ibelín (en árabe, Yubna).
Una vez aseguradas las comunicaciones con Egipto puso sitio a Jerusalén. En aquel momento, Balián de Ibelín, miembro de una de las principales familias nobles, pidió a Saladino, poder ir de Tiro, donde estaba luchando, a Jerusalén, para sacar de ahí a su mujer e hijos a cambio de no colaborar en la defensa de esta ciudad. Sin embargo, fue reconocido, y se le pidió que comandara la resistencia de la ciudad por lo que mandó a Saladino un mensaje pidiéndole que le eximiera de cumplir su palabra de no luchar contra él, a lo que Saladino accedió.
Inicialmente se rechazó toda propuesta de capitulación, pues ningún cristiano quería ceder la ciudad, que consideraban santa al igual que los musulmanes. Saladino se decidió, pues, a tomarla por la fuerza. En octubre de 1187 la situación de los defensores era ya desesperada, y Balián trató de negociar la rendición. Saladino se negó pues había jurado tomar la ciudad por la fuerza al rechazarse sus ofrecimientos iniciales y ya no tenía razón para ceder en nada (se cuenta que mientras Balián explicaba sus condiciones de repente un estandarte sarraceno se izó en un baluarte, muestra de que las tropas de Saladino ya habían entrado). Sin embargo, cuando Balián amenazó con destruir completamente la ciudad antes que entregarla sin condiciones, Saladino consultó con sus emires y decidió acceder a las negociaciones que incluían perdonar la vida a todos los habitantes a cambio de la rendición, aunque estos exigieron que pagaran un impuesto por cabeza.
Una vez en posesión de la ciudad entregó los lugares sagrados cristianos a sacerdotes ortodoxos. Aunque convirtió muchas de las iglesias (particularmente las latinas-romanas) en mezquitas y mandó degradar a otras, tomó medidas para evitar que sus soldados exaltaran los ánimos cristianos.[cita requerida] Balián y el patriarca Heraclio pagaron la compra de casi diez mil pobres y muchos que no pudieron pagar el impuesto para salir de Jerusalén aún tuvieron una relativa suerte: el hermano de Saladino, Saif ed-Din (Al-Adil), pagó por un buen número de ellos, como limosna a Alá por la victoria. No fue el único, siendo seguido por varios miembros de la corte. El mismo Saladino, en un acto de generosidad, perdonó a todos los ancianos de la ciudad. El 2 de octubre de 1187, entró a la mezquita de Al-Aqsa, el tercer lugar sagrado para los musulmanes después de La Meca y Medina.
De vuelta a la costa, se enfrentó a la obstinada resistencia de Tiro, que tras la sorpresa inicial era casi inexpugnable. Contaba además con el apoyo desde ultramar de las flotas italianas y sicilianas. Algunas crónicas, generalmente contrarias a Conrado, afirman que Saladino llevó prisionero al padre de Conrado, Guillermo V de Montferrato, que había sido apresado en Hattin. Ofreció liberar a Guillermo a cambio de su rendición, pero su anciano padre le animó a resistir. Supuestamente Saladino exclamó: «¡Este hombre es un pagano y muy cruel!» y terminó liberándolo para que volviera con su hijo. Más suerte tuvo con la toma de Tartus, Giblé y Latakia, puertos que cayeron a pesar del apoyo del Reino de Sicilia. Tomó también Sahyun, fortaleza hospitalaria en una montaña cercana y avanzó tomando Sarminiyah el 11 de agosto tras un breve sitio y la provincia de la ribera del Orontes. Llegó así a la frontera del Principado de Antioquía, al que arrebató Barzouyeh y cuya capital asedió antes de pactar una tregua.
Kerak, Safed, Belvoir, Kabouab y Chaubac (Montreal), fortalezas de Transjordania fueron sometidas a largos asedios y tras enconadas resistencias de las órdenes militares que las defendían, sometidas hacia 1189. También cayó Beaufort, junto a Trípoli.

#### La Tercera cruzada

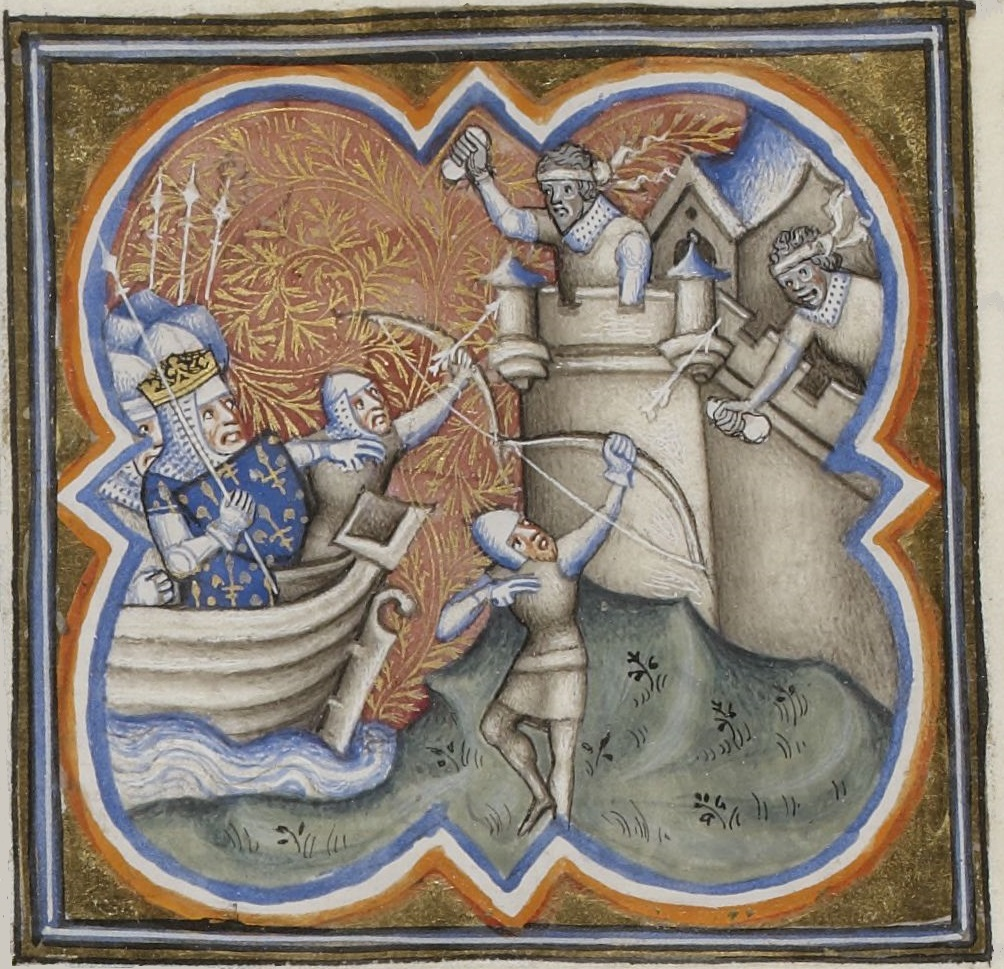
La guarnición de élite de los ejércitos de Saladino durante el asedio de Acre

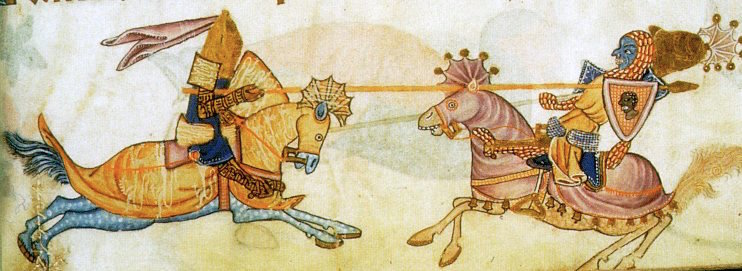
Ricardo Corazón de León y Saladino

Las consecuencias de la caída de Jerusalén no se hicieron esperar: el papa Urbano III convocó una nueva cruzada, la tercera, a la que acudieron los principales reyes cristianos. Se organizaron dos expediciones cristianas a esta llamada.
La primera de ellas, liderada por el emperador del Sacro Imperio, Federico I Barbarroja atravesó a pie los Balcanes y Anatolia, donde murió ahogado al cruzar un río. Sin él, su ejército se disgregó, desapareciendo providencialmente la mayor amenaza para Saladino.
La otra, liderada por Felipe Augusto de Francia, Ricardo Corazón de León de Inglaterra y el duque Leopoldo de Austria, marchó por mar. Tras desembarcar en marzo de 1191, pusieron sitio a San Juan de Acre, que Saladino trató de socorrer. Sin embargo no logró romper el sitio, recobrando los cristianos la ciudad. Los cruzados pronto discutirían entre sí. El rey de Francia abandonó la cruzada después de que el orgulloso Ricardo se quedara con el mejor palacio y no lo tratara como igual, y el duque de Austria tras ver ofendido su estandarte por Ricardo, que lo arrojó de un baluarte.
Saladino emprendió entonces una intensa actividad diplomática para liberar a los cautivos que habían hecho los cristianos. Sin embargo, cuando tras arduas negociaciones se había llegado a un acuerdo, Ricardo los hizo ejecutar ante las continuas postergaciones del pago por Saladino. En dicho acuerdo se estipulaba que Saladino entregaría la Vera Cruz a cambio de los 3000 musulmanes que Ricardo mantenía en una celda como rehenes. Pero este creyó un gasto innecesario mantener a esos prisioneros. El acto fue un golpe para el prestigio de Saladino, que no pudo salvar a los que habían resistido en la ciudad.
El rey inglés se distinguió a lo largo de ese año en combate, venciendo en Arsuf a Saladino y recobrando algunas posiciones en la costa (como Jaffa). Hubo contactos, aunque probablemente se tratara de un engaño de Ricardo, para concertar la boda de Saif ed-Din, el hermano de Saladino, con su hermana, que recibirían Jerusalén con la obligación de proteger a los peregrinos de todos los credos. Pero fracasaron cuando la hermana de Ricardo se negó a casarse con un musulmán.
Ambos se enfermaron, y luego también se recuperaron. Por fin, cuando el rey de Inglaterra oyó noticias de la turbulenta situación de su país, no tuvo más remedio que aceptar la paz y tres años de tregua, que, aunque no les devolvía Jerusalén a los cristianos, les aseguraba la costa entre Tiro y Jaffa.

### Muerte y sucesión

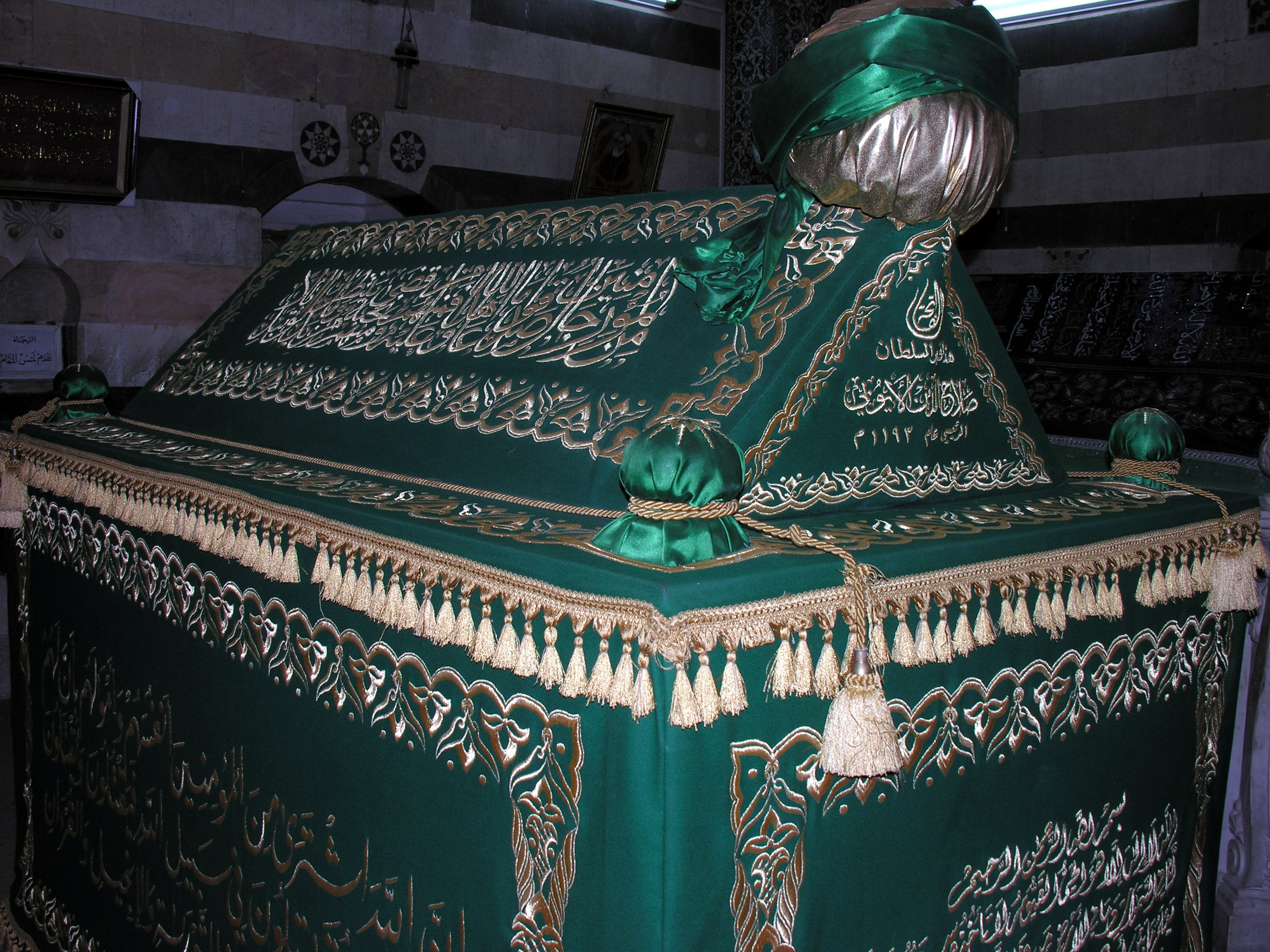
Tumba de Saladino, Damasco

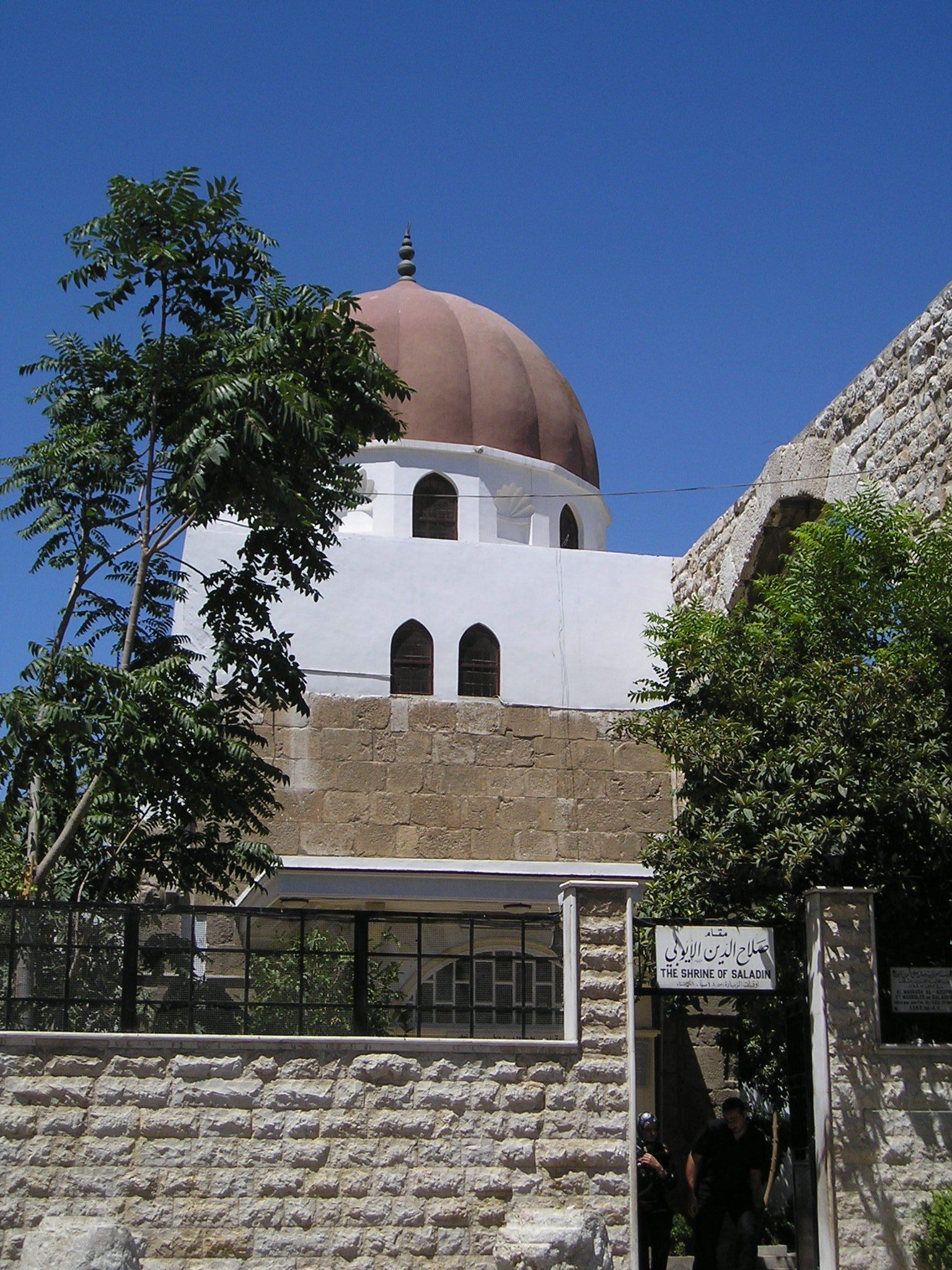
Tumba de Saladino, cerca de la esquina noroeste de la mezquita de los Omeyas

Saladino murió de tifus en 1193 en Damasco y fue enterrado en un mausoleo en el exterior de la mezquita Omeya de Damasco. El emperador alemán Guillermo II donó un sarcófago en mármol, en el que sin embargo no descansa su cuerpo. En su tumba se exhiben el original, de madera, en el que está el cuerpo, y el de mármol, vacío.
Le sucedió su hijo Al-Afdal en el trono de Siria, dando comienzo así a la dinastía ayubí.

## Saladino en la posteridad

### En Occidente

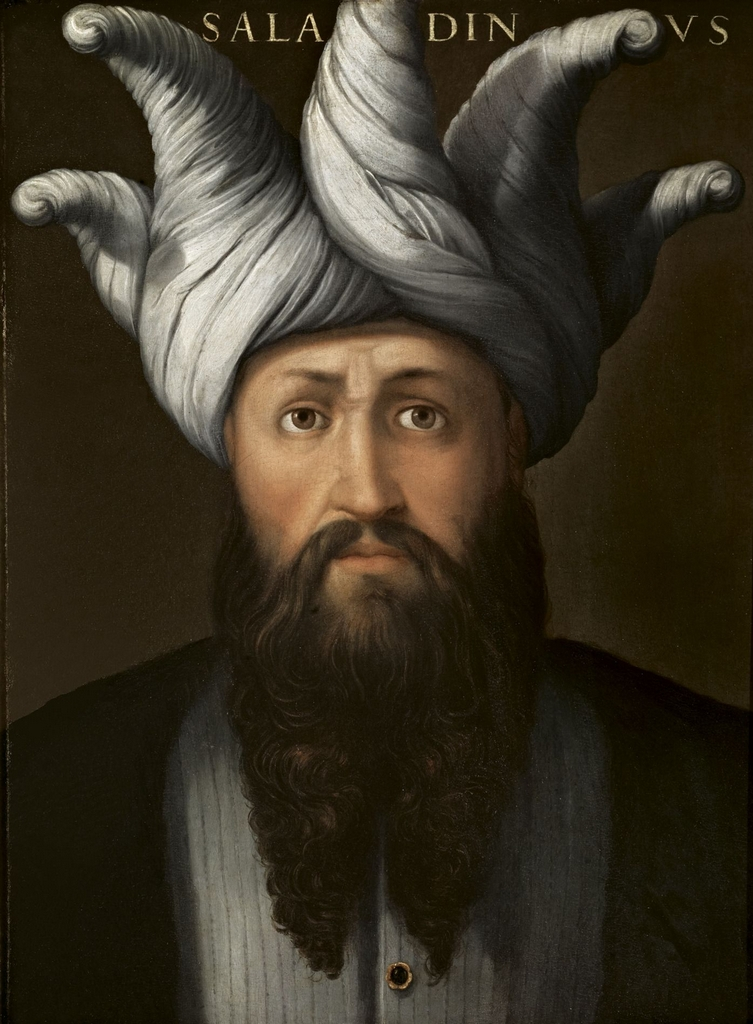
Saladino, obra de Cristofano dell'Altissimo, antes de 1568

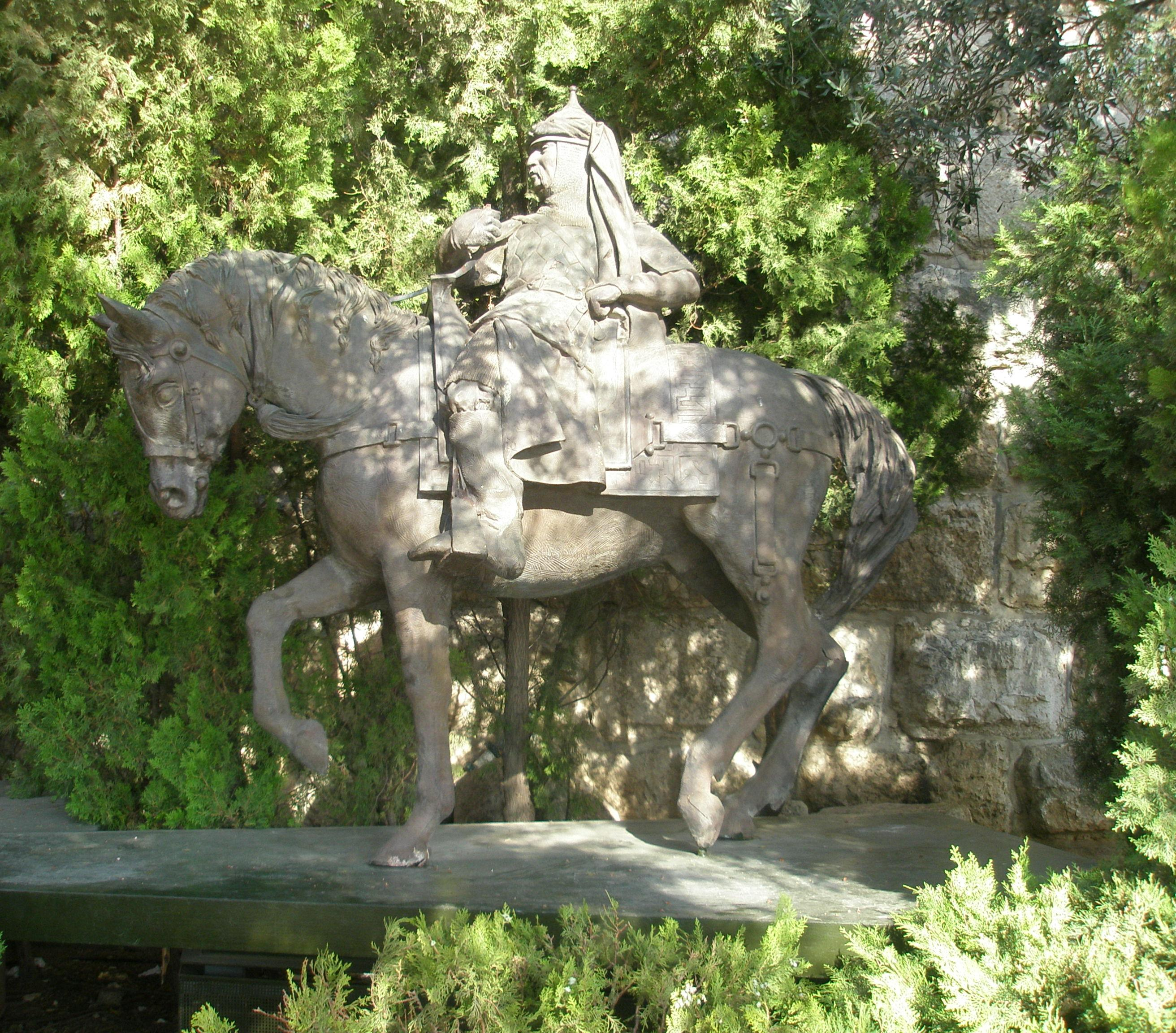
Estatua de Saladino en Jérusalén, delante de la ciudadela de David.

En Europa, los cruzados que regresaron a sus hogares trajeron consigo numerosas leyendas y anécdotas con Saladino como protagonista. Con ellas se difundió por el mundo cristiano la figura del Sultán Saladino. De Saladino la tradición cristiana se quedó con su cortesía, sabiduría y caballerosidad, apareciendo en numerosos relatos como un gran señor que trataba con honor a sus cautivos. Se trata de algo inexacto para los cánones modernos pues los miembros de las órdenes militares que consideraba sus más acérrimos enemigos eran normalmente obligados a escoger entre una conversión forzosa o la muerte, si bien, en la moral de la época, su cumplimiento de las normas sociales de cortesía hacia los cautivos y su respeto a los pactos con el enemigo frente a la violación de treguas continuas por los cruzados ante su falta de un liderazgo sólido le hacían sorprendentemente similar al concepto medieval de caballerosidad.
En varias narraciones aparece así como un ejemplo del perfecto caballero medieval, tanto por su honor como por su sabiduría y juicio. En La Divina Comedia, Dante Alighieri lo ubicó junto a personajes como Sócrates, Aristóteles, Homero y Ovidio, en el Limbo, un espacio destinado a personajes justos e ilustres, impedidos de entrar en el Paraíso solo por no ser bautizados. Entre las obras que mencionan de esta manera a Saladino se puede nombrar en español El conde Lucanor en sus capítulos XXV y L, que describen respectivamente el ficticio cautiverio de un noble cristiano en manos de Saladino, tratado con una cortesía ejemplar, y a un Saladino a punto de caer en la tentación pero terminando por elegir sabiamente como ejemplo de buen gobernante.
Pero también fue mostrado muchas veces como el «temible líder infiel» que había expulsado a «la verdadera religión» de los Santos Lugares. En otras fuentes, especialmente las eclesiásticas, se le muestra como «el diablo sarraceno», asociándosele con el demonio.
Fue la primera versión la que se terminó imponiendo y así en el siglo XIX Lessing en su obra Nathan el Sabio lo emplea como uno de los tres eruditos protagonistas de las tres religiones del libro que llegan a superar las diferencias religiosas, eligiéndole para representar al islam, una tradición que si bien anterior ha permanecido. Es común en la cultura occidental elegir a Saladino como representante de los valores positivos del islam. El historiador francés René Grousset hablaría de él así: 

Es igualmente cierto que su generosidad, su piedad, su falta de fanatismo, esa flor de la liberalidad y cortesía que había sido el modelo de los cronistas antiguos le ganó no menos popularidad en la Siria Cruzada que en las tierras del islam
René Grousset (1970)

En la actualidad, no siempre siendo históricamente exactas, hay numerosas obras (tanto de investigación como de ficción) en donde se le suele mostrar como un líder íntegro y fiel a su religión, además de uno de los más grandes estrategas de su tiempo, Así cabe remarcar la película El reino de los cielos o el segundo libro de la trilogía templaria de Jan Guillou, que usan protagonistas pragmáticos y tolerantes que parecen más cercanos a Saladino, a pesar de ser su enemigo, que a los cortesanos de Jerusalén, que suelen ser descritos, con la excepción de los protagonistas que se suelen vincular a gente como Raimundo III de Trípoli, el «partido moderado» de la corte, como corruptos, fanáticos o meramente incompetentes.

### En español
- Chauvel, Genevieve (2001). Saladino - El Unificador del islam. Edhasa. ISBN 8435016544.
- Tariq Ali (2000). El Libro de Saladino. Edhasa. ISBN 8435006808.

### En otros idiomas
- Baha ad-Din ibn Shaddad (2001). The Rare and Excellent History of Saladin. Routledge. ISBN 9780754601432.
- Bowman, Alan K. (1996). Egypt After the Pharaohs. University of California Press. ISBN 0520205316.
- Gabrieli, Francesco (1984). Arab Historians of the Crusades. traducido por E.J. Costello. Routledge & Kegan Paul. ISBN 978-0-710-20235-2.
- Gibb, Hamilton (1973). The Life of Saladin: From the Works of Imad al-Din and Baha ad-Din. Clarendon Press. ISBN 978-0-86356-928-9.
- Gillingham, John (1999). «Ricardo I». Yale English Monarchs. Yale University Press. ISBN 9780300094046.
- Grousset, Rene (1970). The Epic of the Crusades. Nueva York: Orion Press. ISBN 0670297224.
- Hindley, Geoffrey (2007). Saladin: Hero of Islam. Pen & Sword. ISBN 1-84415-499-8.
- Holt, P. M. (1986). «The Age of the Crusades: the Near East from the eleventh century to 1517». 1 ed. A History of the Near East. 2, The Age of the Crusades: the Near East from the eleventh century to 1517. P.M. Holt. New York: Longman Group.
- Imad al-Din al-Isfahani (1888). Conquête de la Syrie et de la Palestine par Salâh ed-dîn. Brill. ISBN 0198214995.
- Izz al-Din Ibn al-Athir. The chronicle of Ibn al-Athir for the crusading period a través de al-Kamil fi'l-tarikh.
- Lane-Poole, Stanley (1898). Saladin and the Fall of the Kingdom of Jerusalem. Putnam. ISBN 0815412347.
- Lev, Yaacov (1998). Saladin in Egypt. The Medieval Mediterranean Peoples, Economies, and Cultures, 400-1453. Vol. 21, Michael Whitby. Boston: Koninklijke Brill NV Leiden.
- Lyons, M. C.; D.E.P. Jackson (1982). Saladin: the Politics of the Holy War. Cambridge University Press. ISBN 978-0-521-31739-9.
- Maalouf, Amin (1984). The Crusades Through Arab Eyes. London: Al Saqi Books.
- Minorsky, V. (1957). Studies in Caucasian history. Cambridge University Press. ISBN 0521057353.
- Mohring, Hannes (2008). Saladin: the Sultan and His Times. Baltimore, Maryland: The Johns Hopkins University Press.
- Reston, James (2001). Warriors of God: Richard the Lionheart and Saladin in the Third Crusade. Nueva York: Anchor Books. ISBN 0-385-49562-5.
- Runciman, Steven. A History of the Crusades: Volume 2, The Kingdom of Jerusalem and the Frankish East. Cambridge University Press. ISBN 0140137041.
- Shahnaz, Husain (1998). Muslim Heroes of the Crusades. ISBN 1-8979-4071-8.
- Stevenson, William Barron (1907). The Crusaders in the East: A Brief History of the Wars of Islam with the Latins in Syria During the Twelfth and Thirteenth Centuries. Cambridge University Press.